# Lista gatunków z rodzaju zanokcica

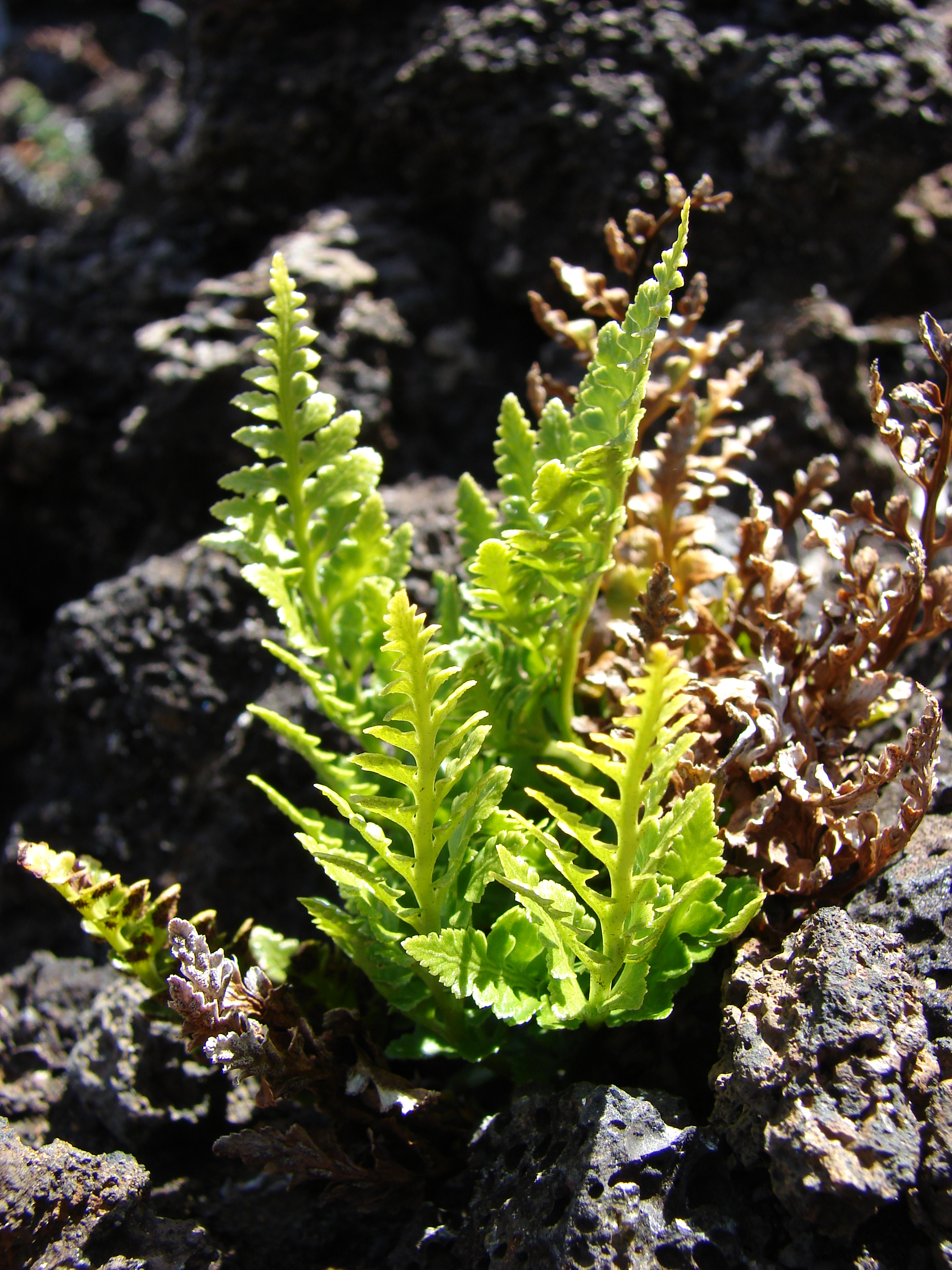
Asplenium adiantum-nigrum

Lista gatunków z rodzaju zanokcica (Asplenium L.) – lista gatunków z rodzaju roślin z rodziny zanokcicowatych. Należy do niego ponad 720 gatunków.

## Lista gatunków

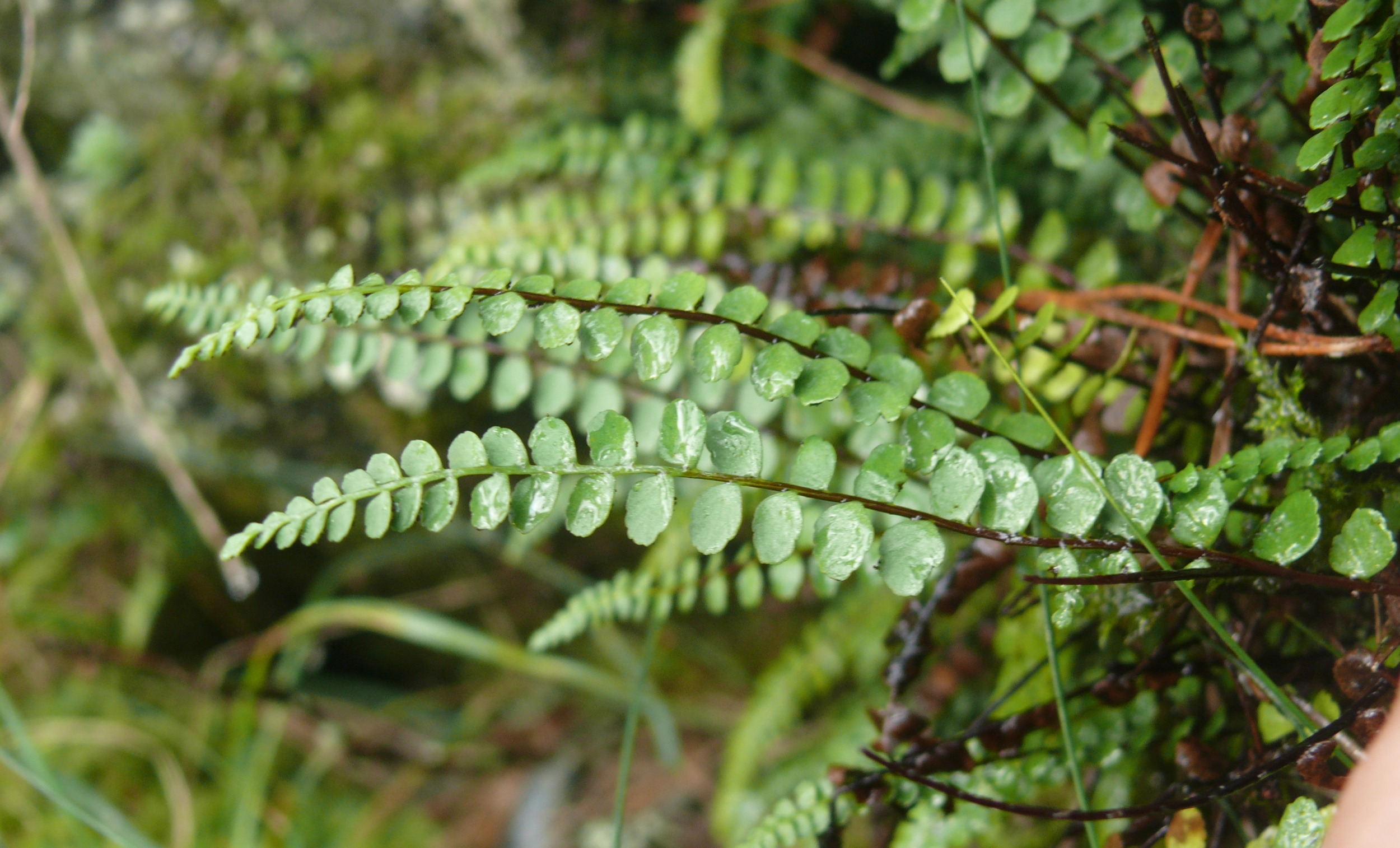
Asplenium adulterinum

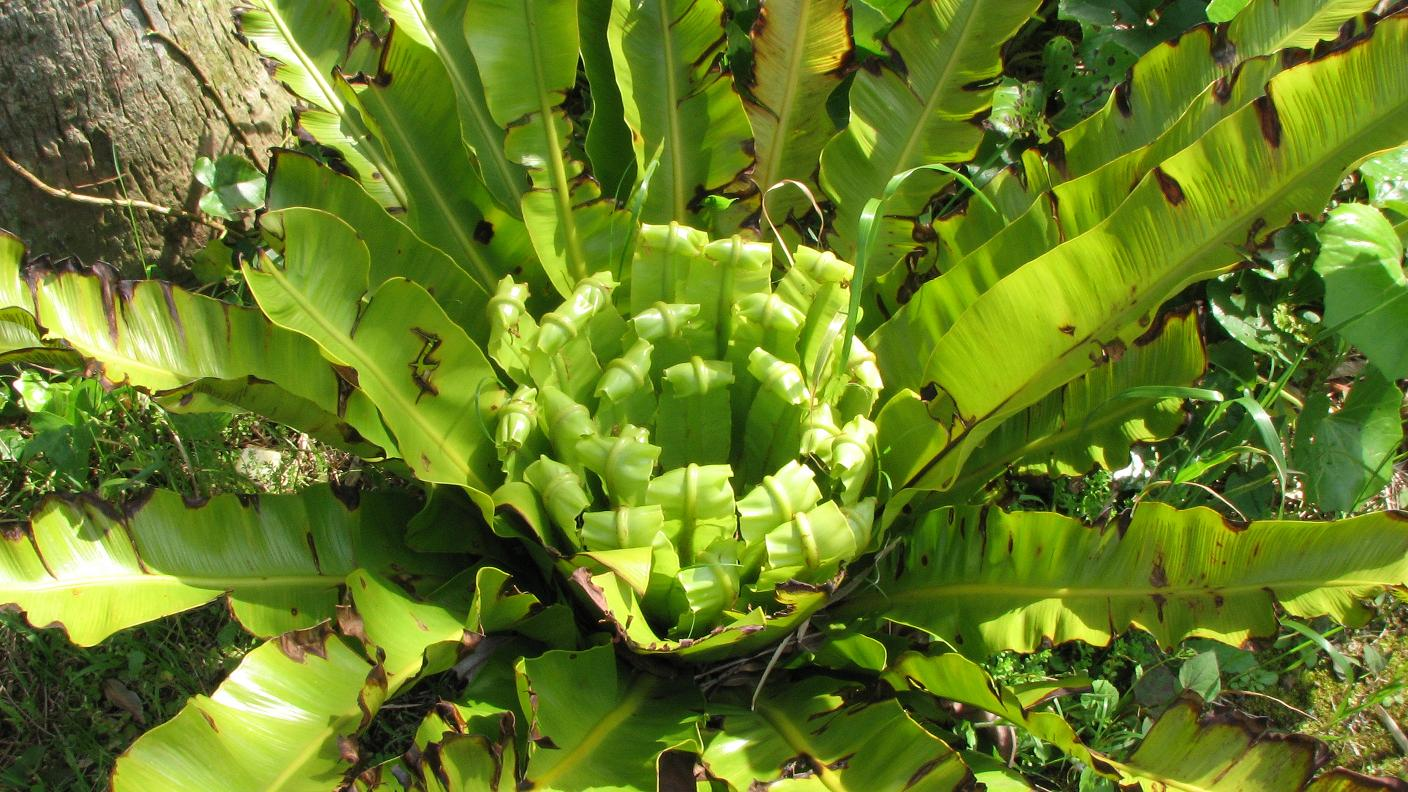
Asplenium antiquum

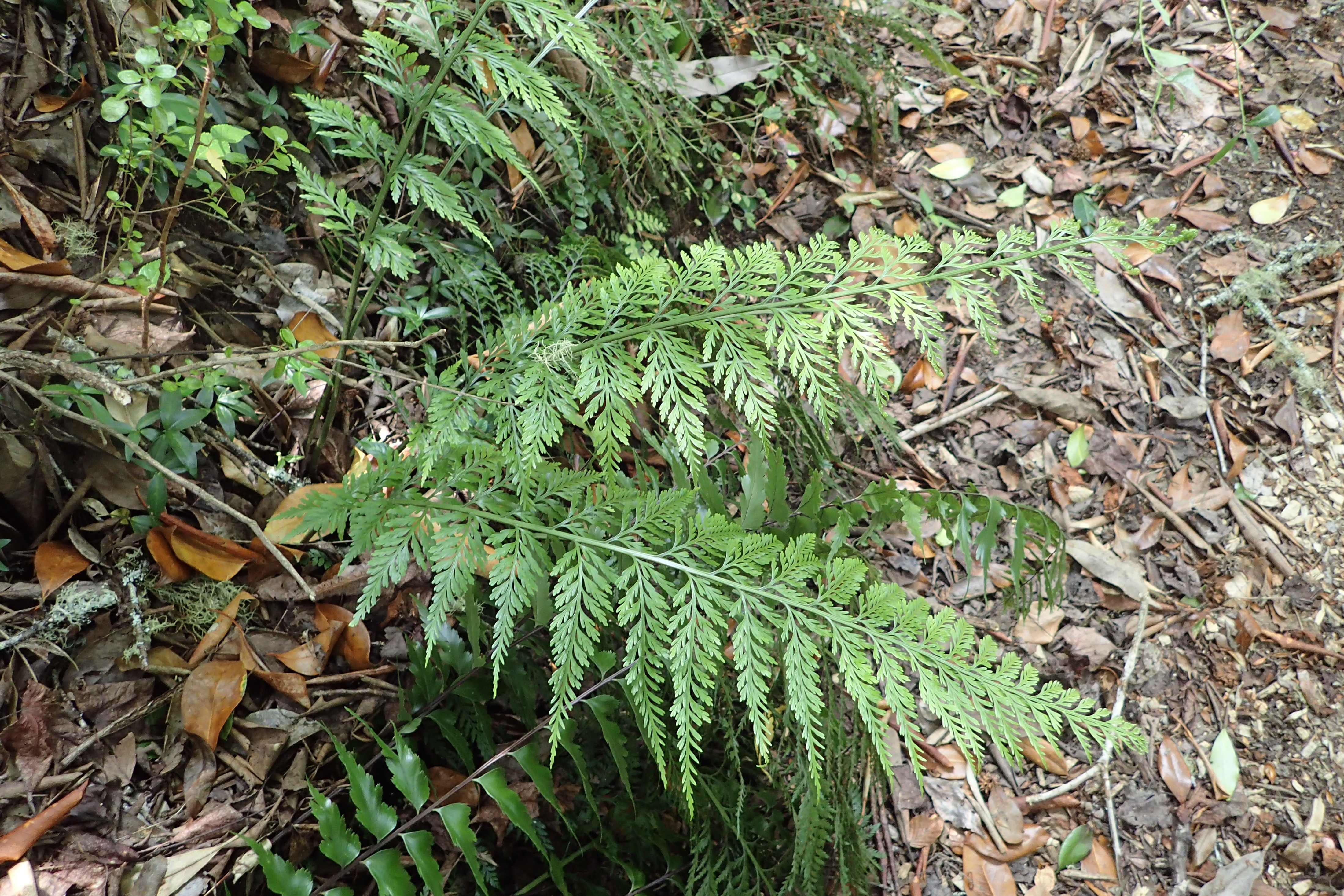
Asplenium appendiculatum

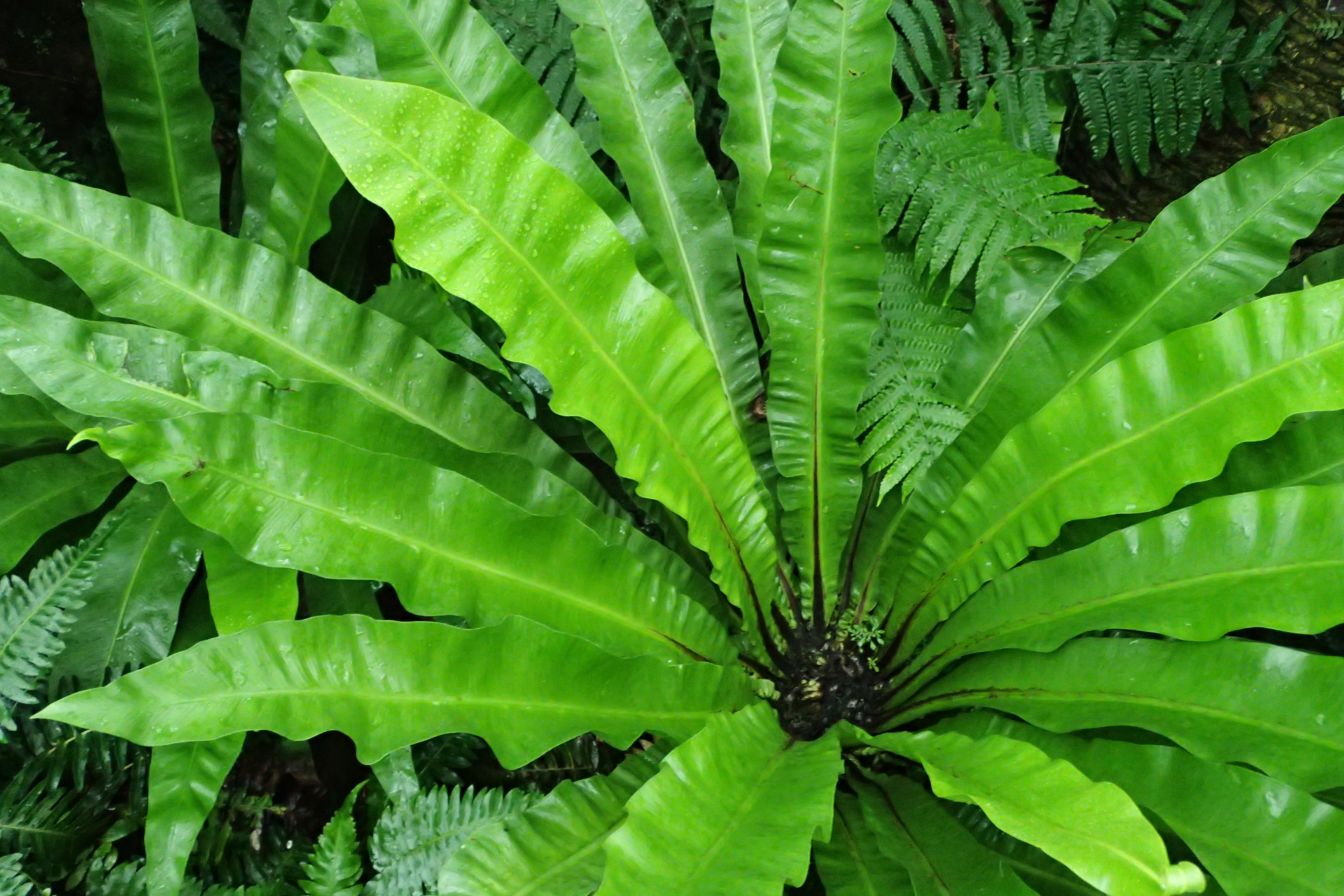
Asplenium australasicum

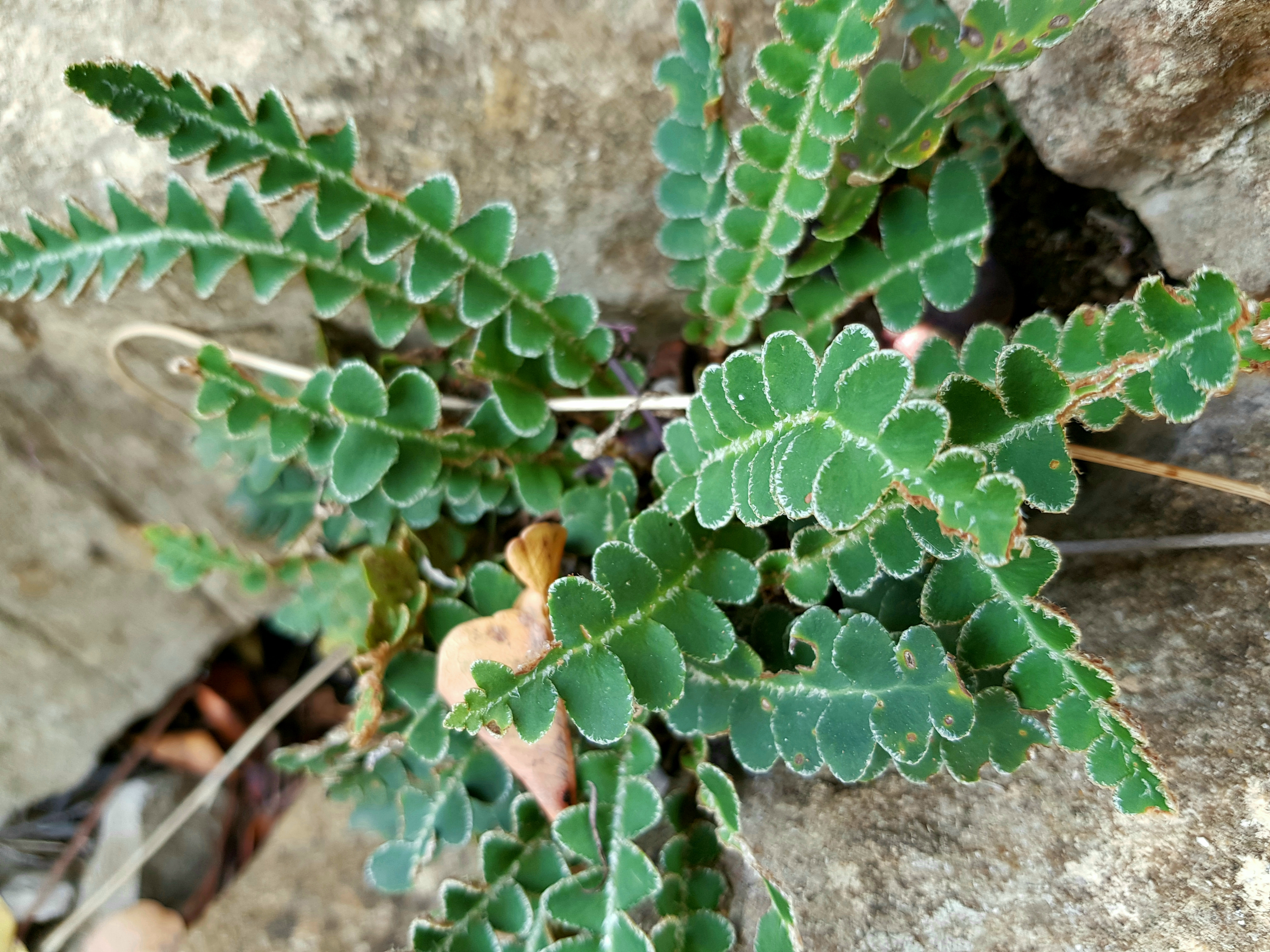
Asplenium ceterach

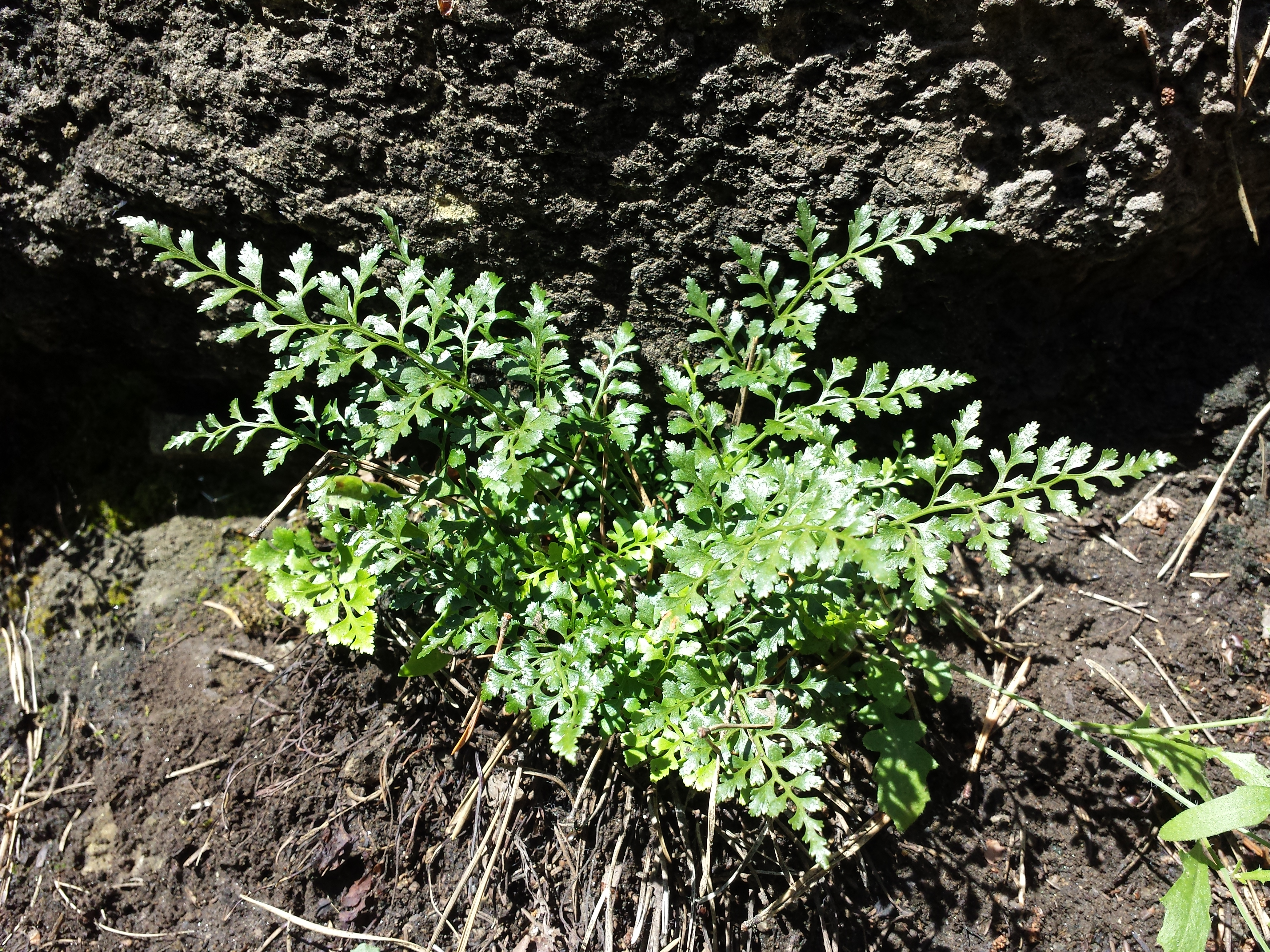
Asplenium cuneifolium

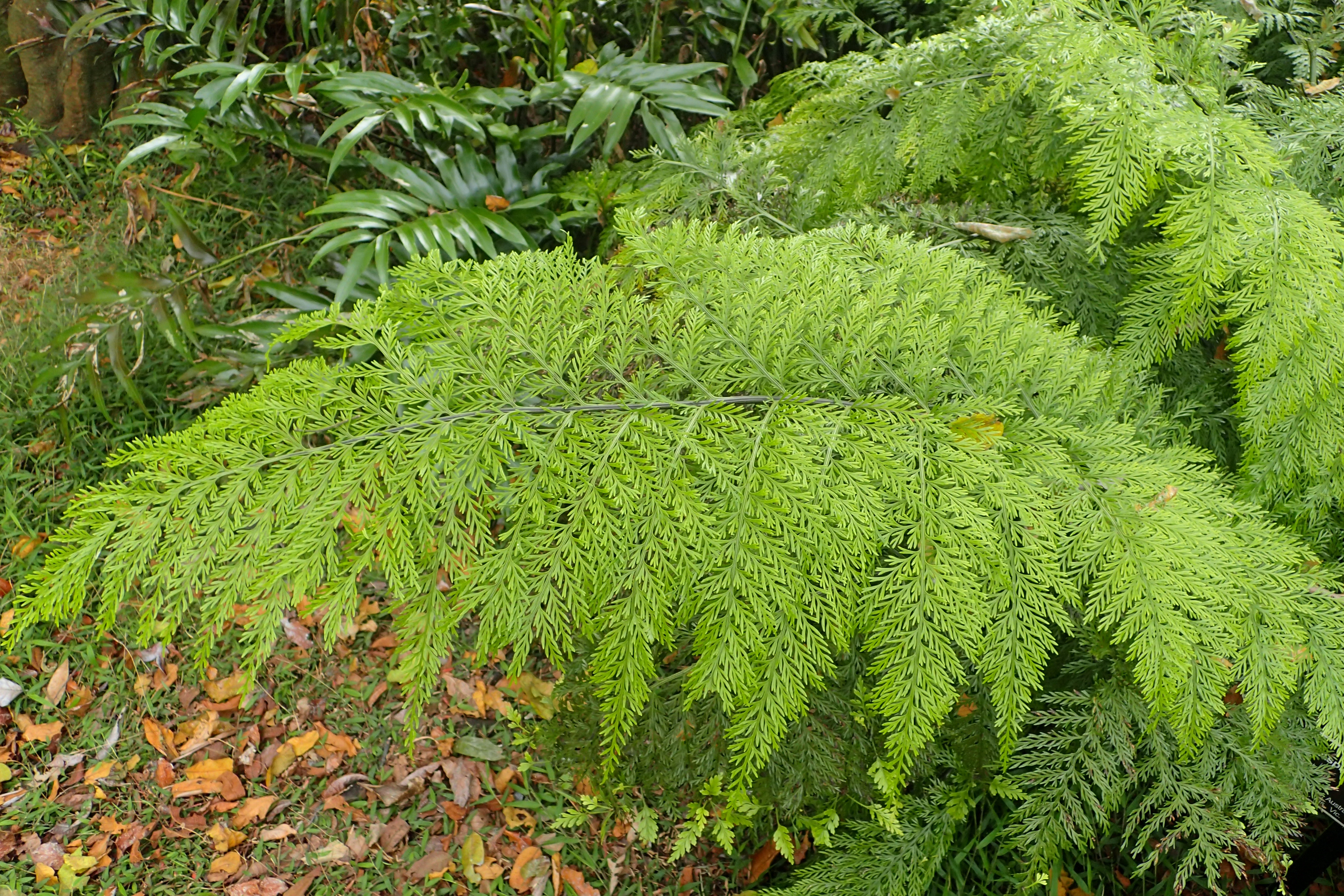
Asplenium daucifolium

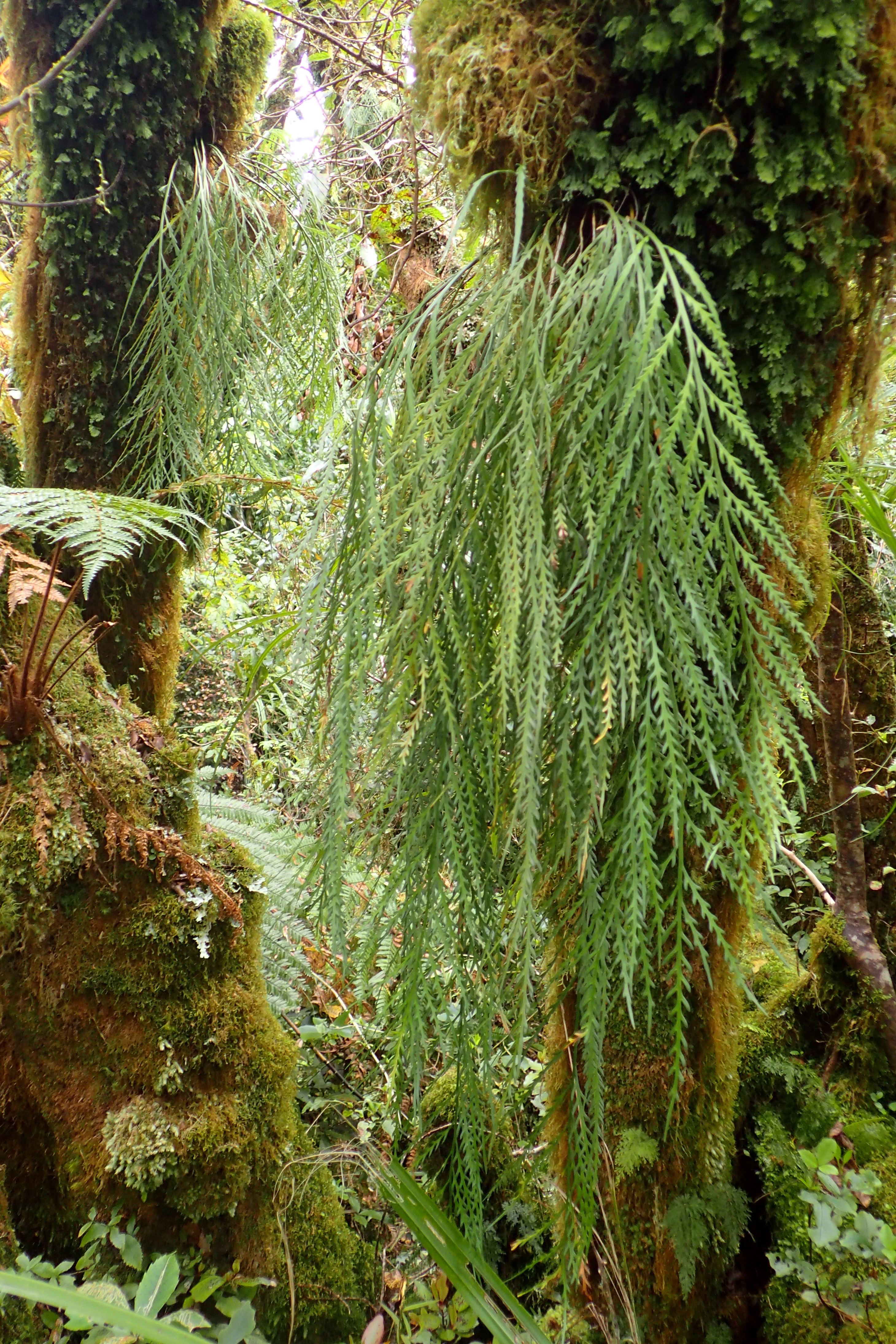
Asplenium flaccidum

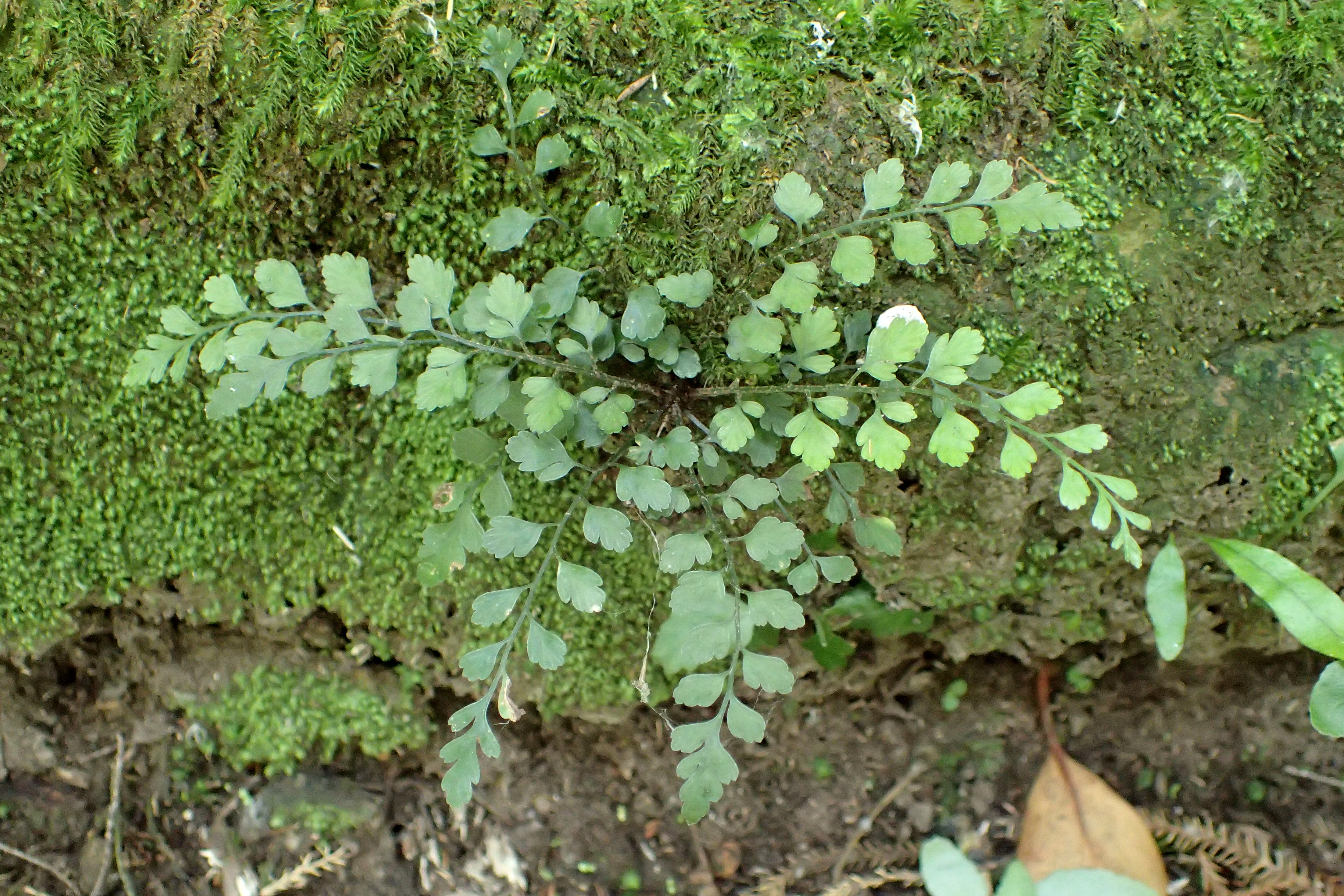
Asplenium hookerianum

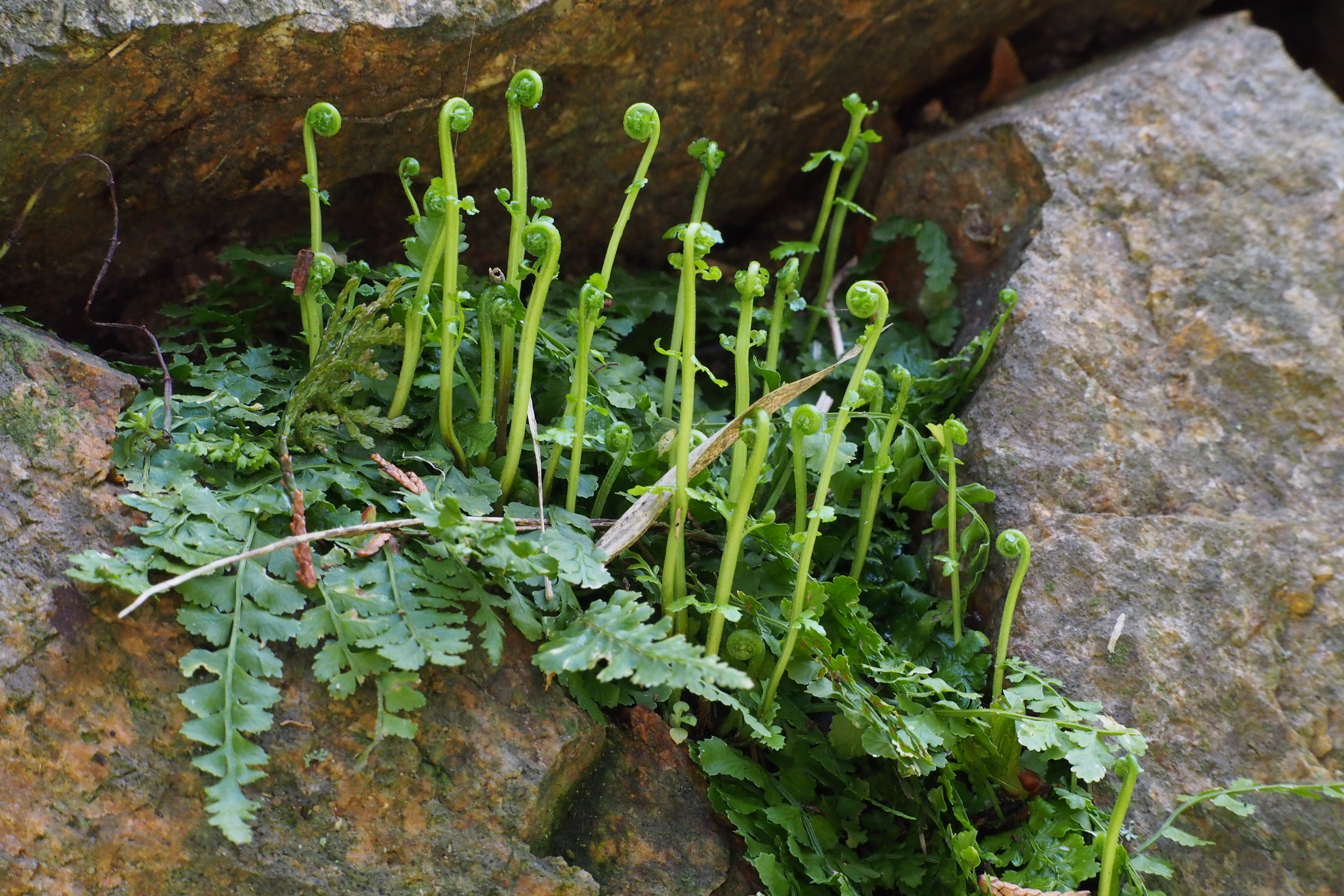
Asplenium incisum

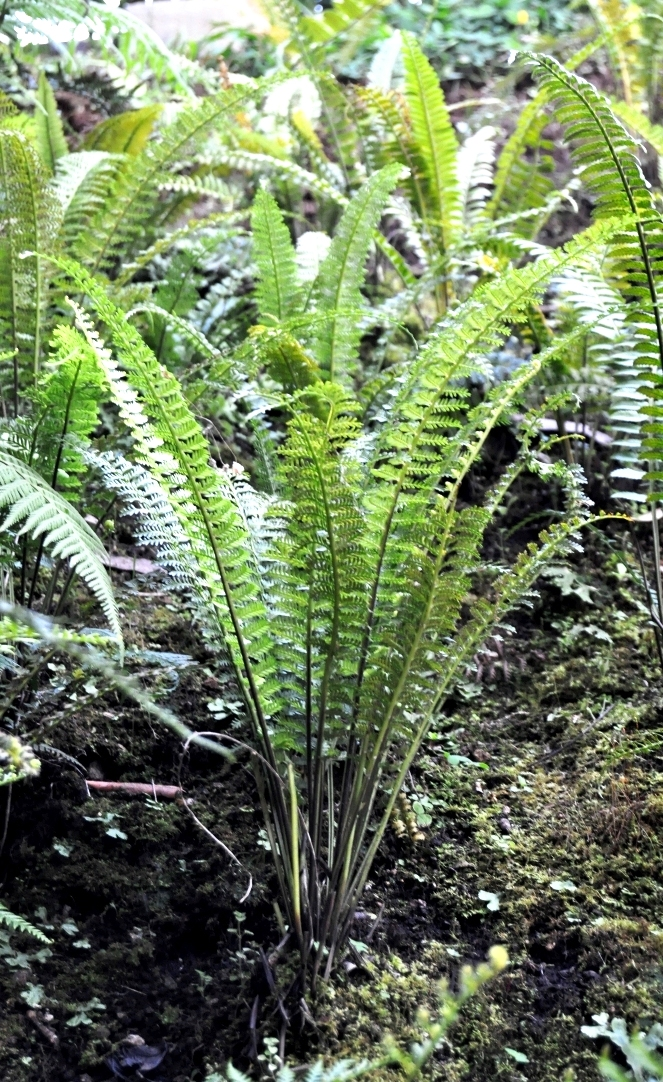
Asplenium longissimum

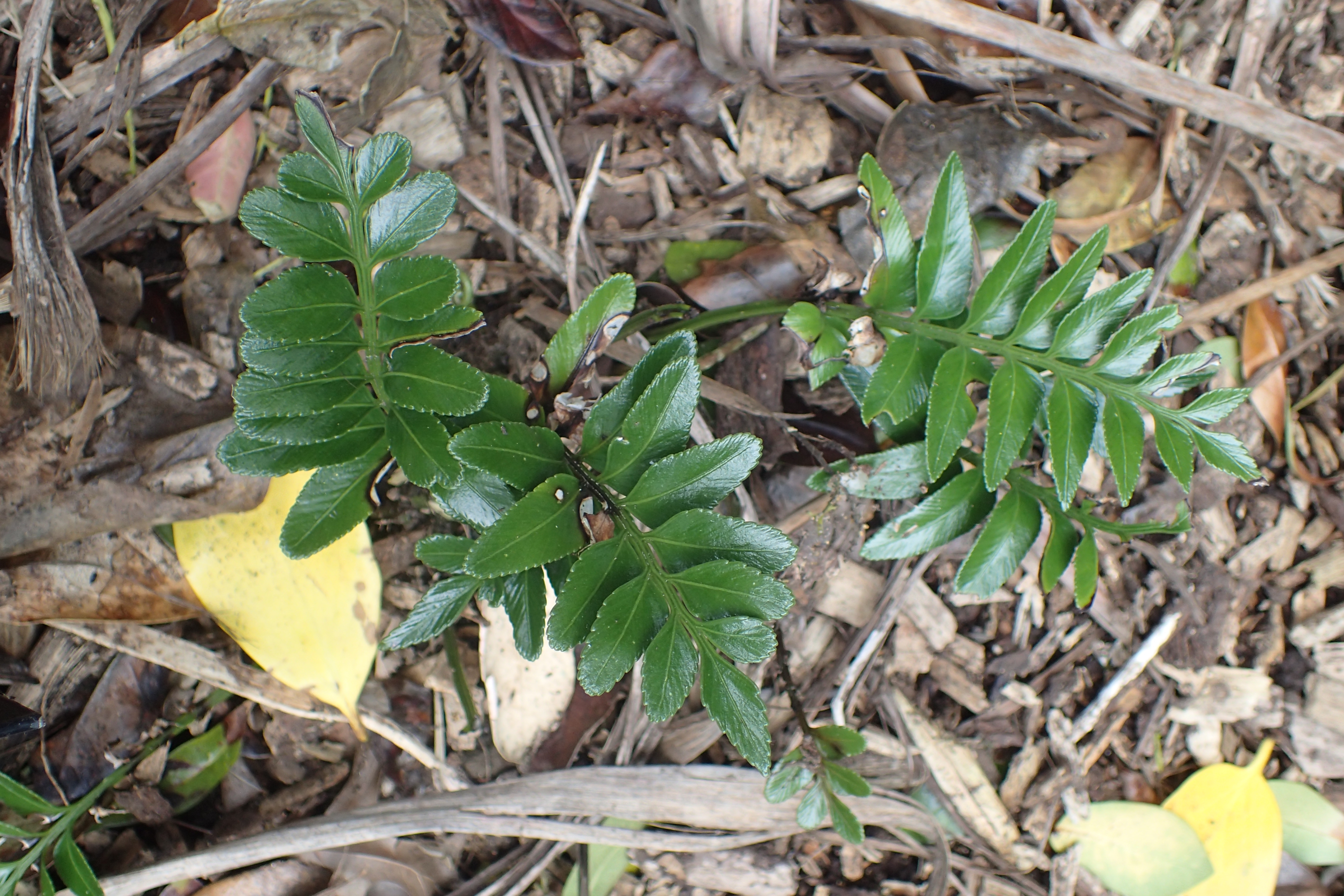
Asplenium lyallii

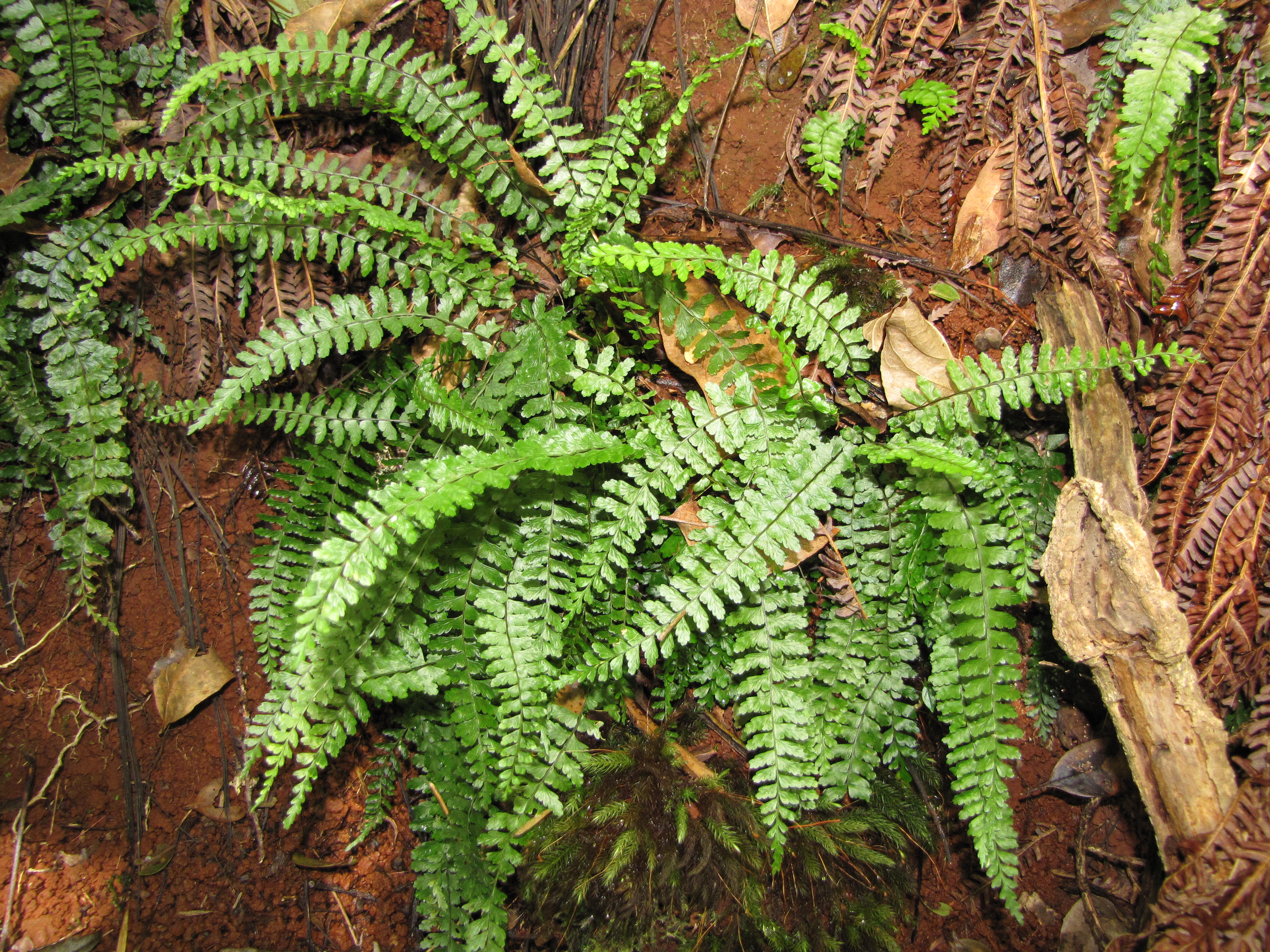
Asplenium macraei

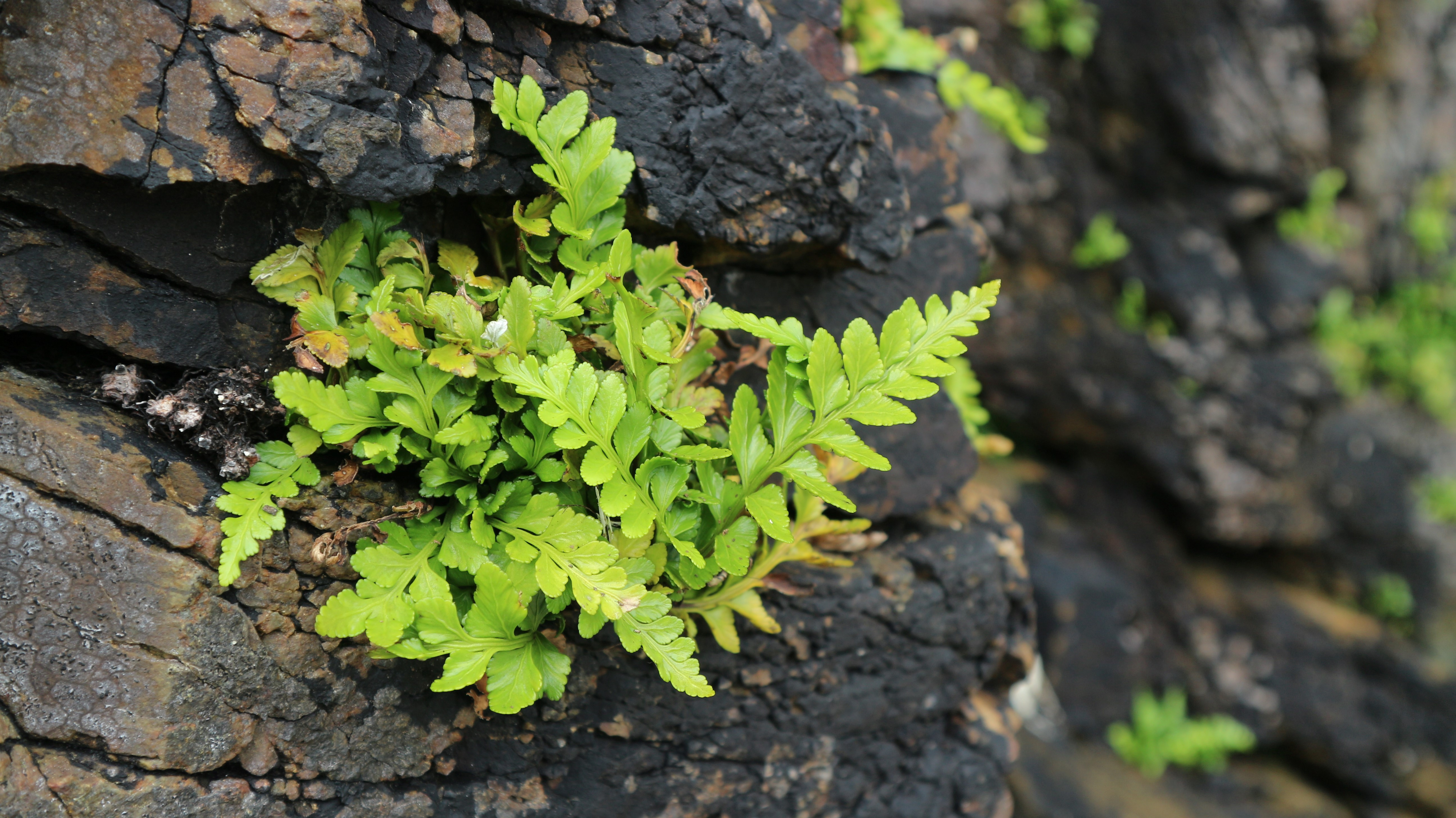
Asplenium marinum

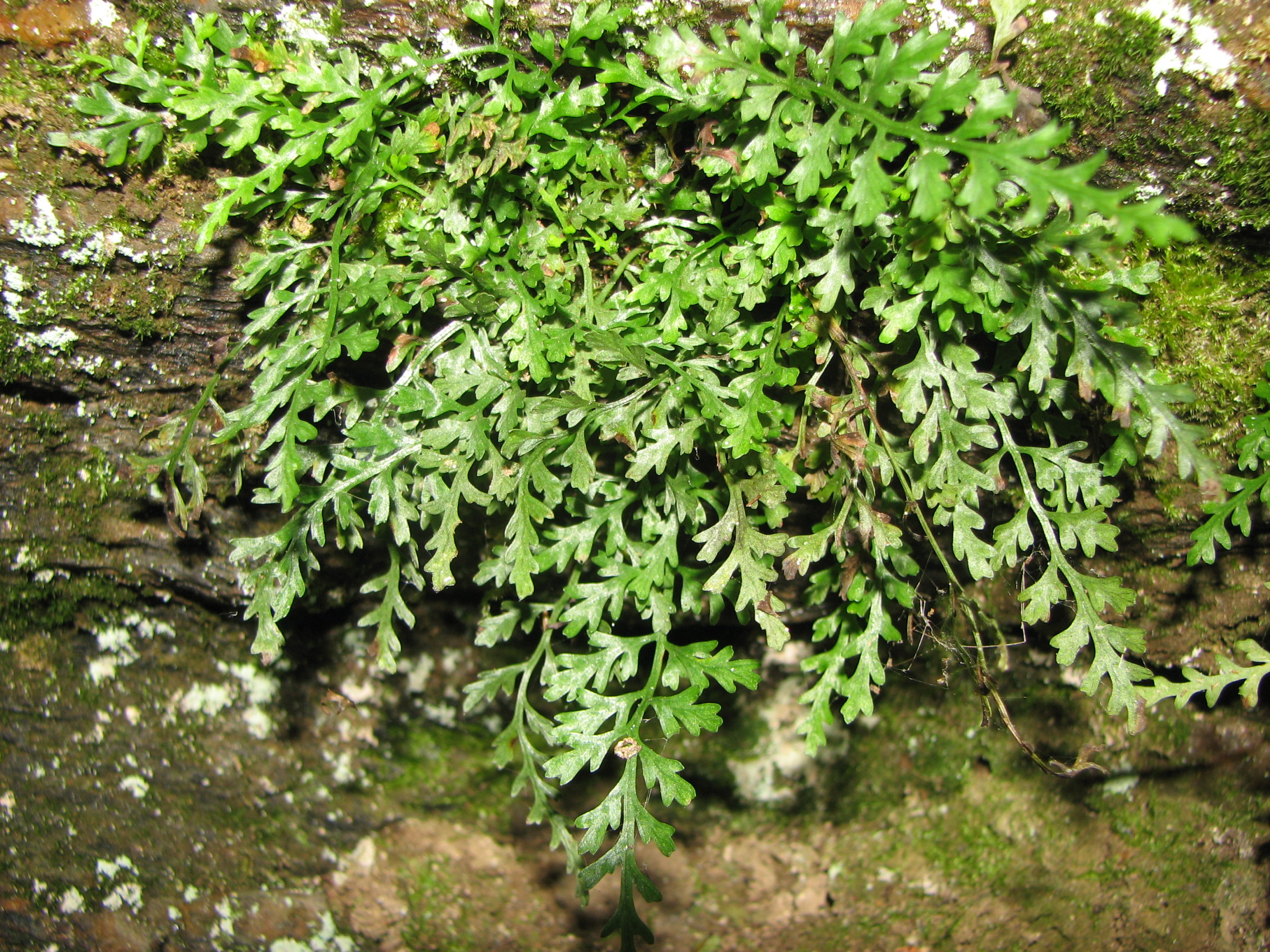
Asplenium montanum

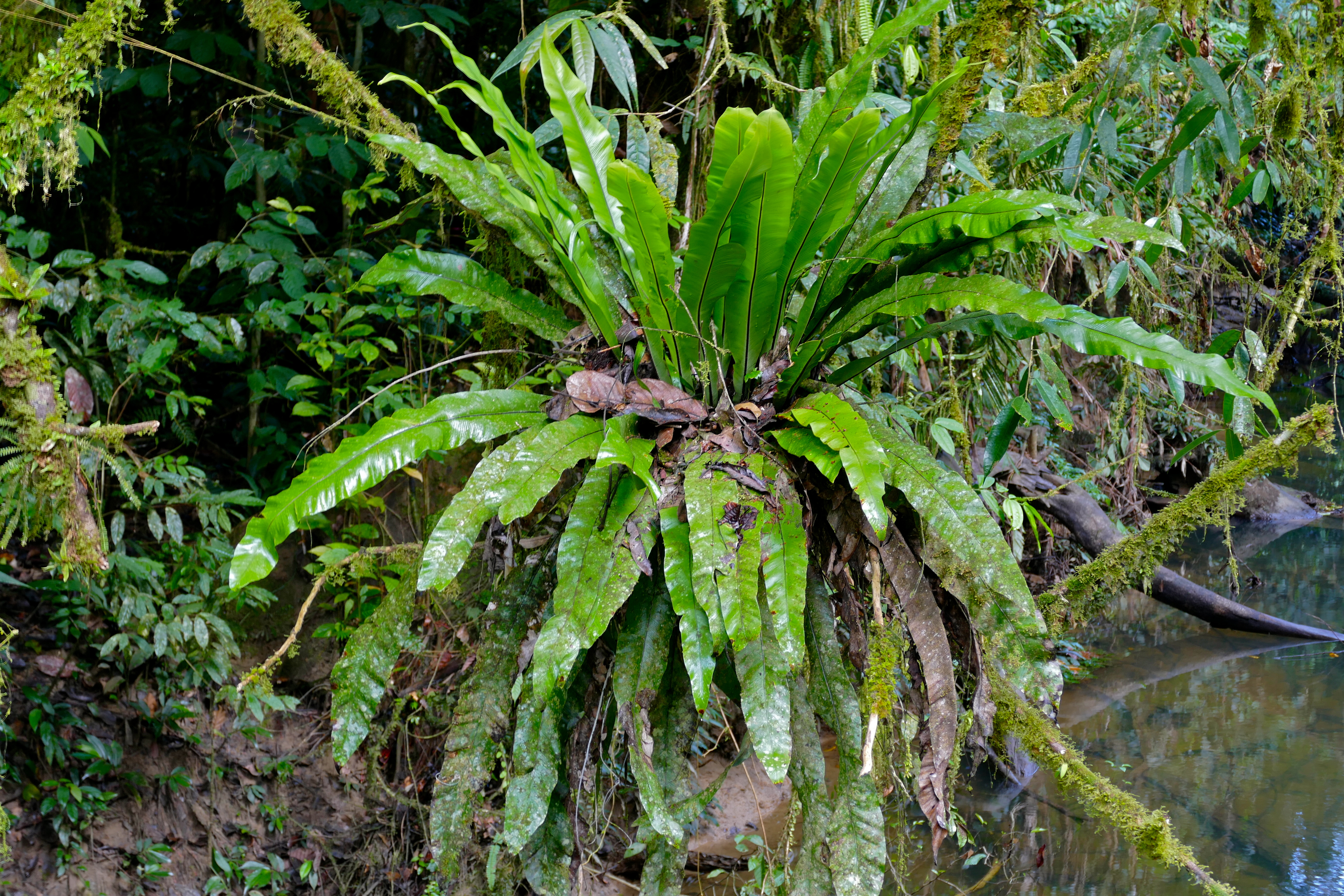
Asplenium nidus

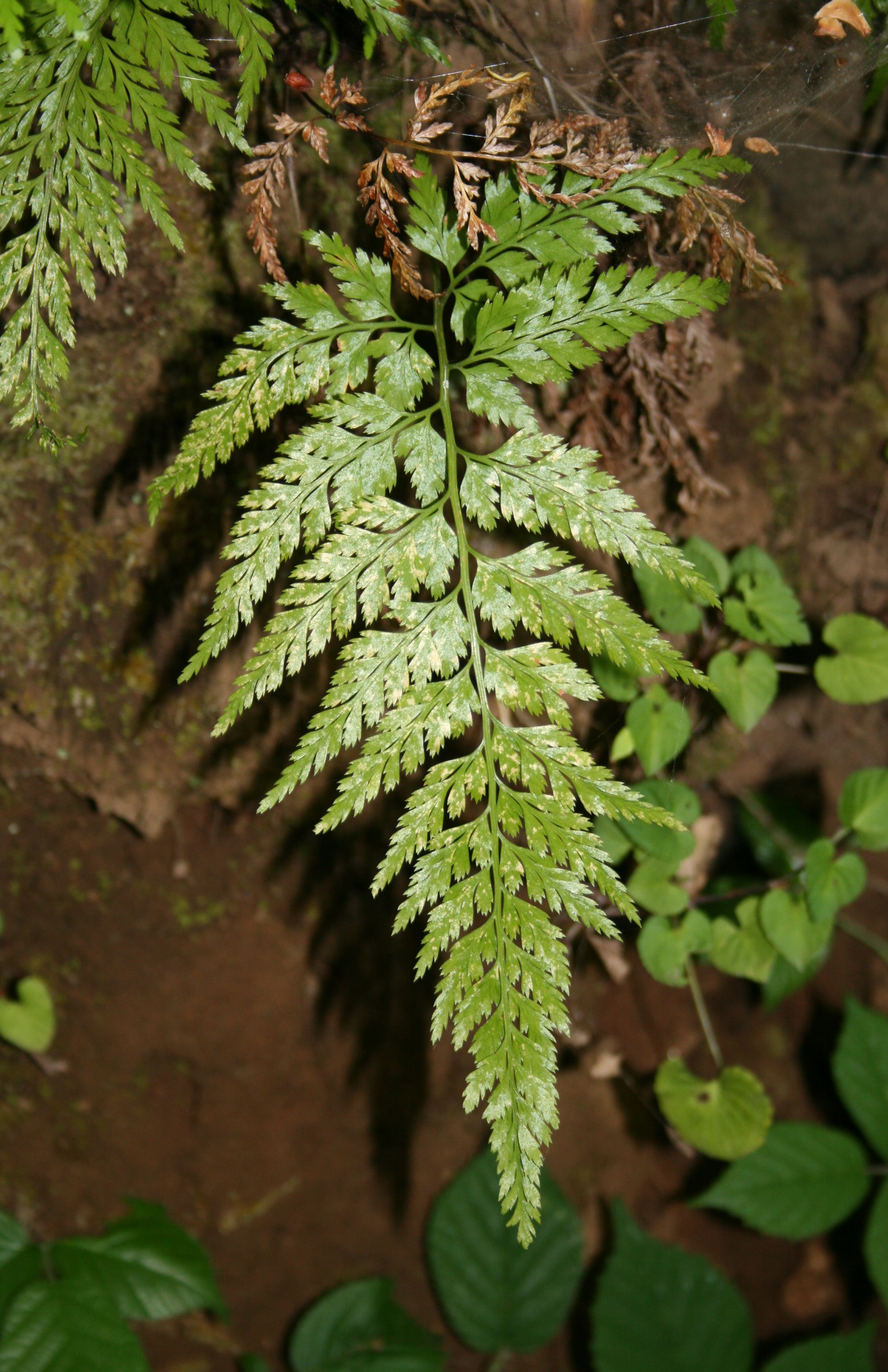
Asplenium onopteris

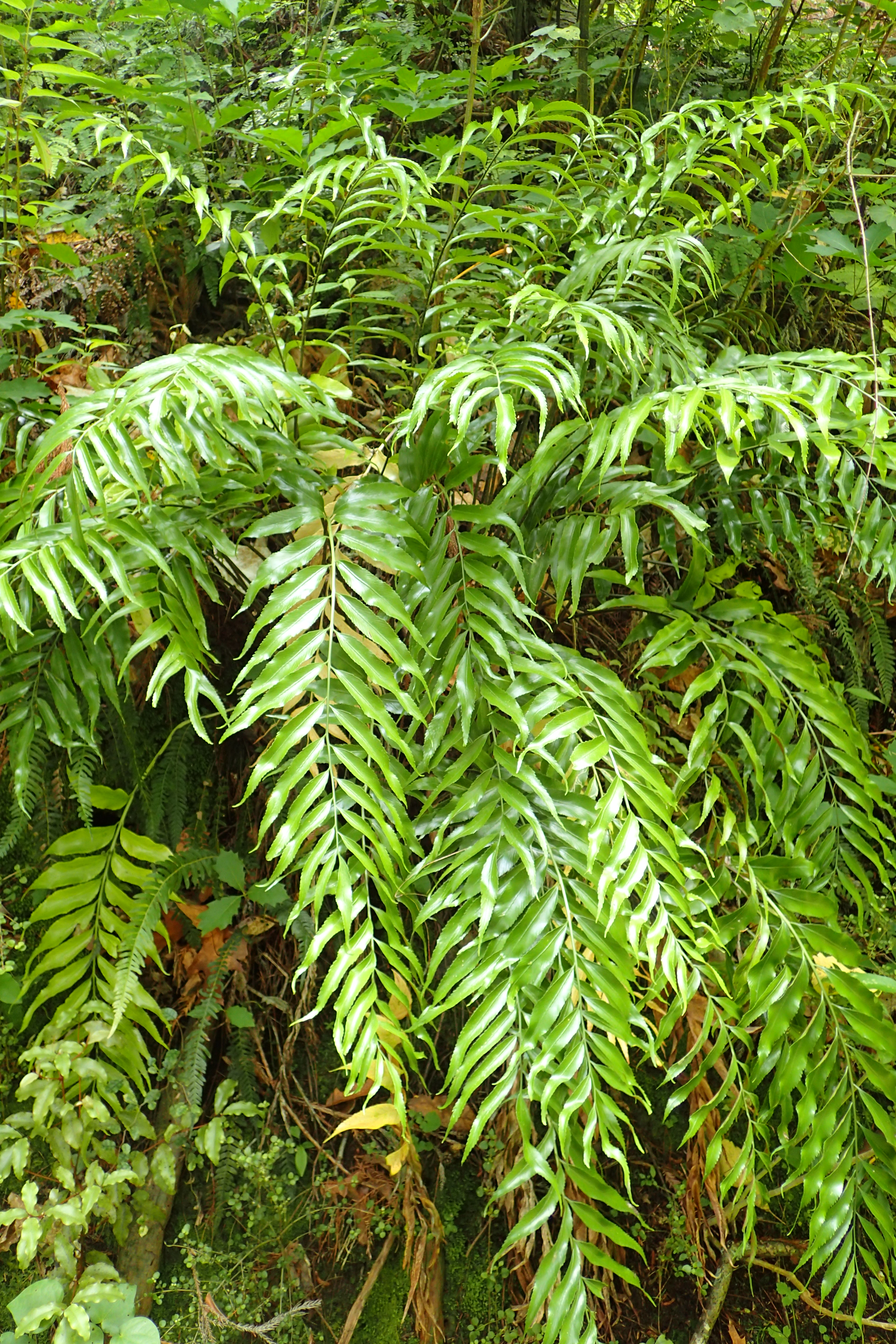
Asplenium oblongifolium

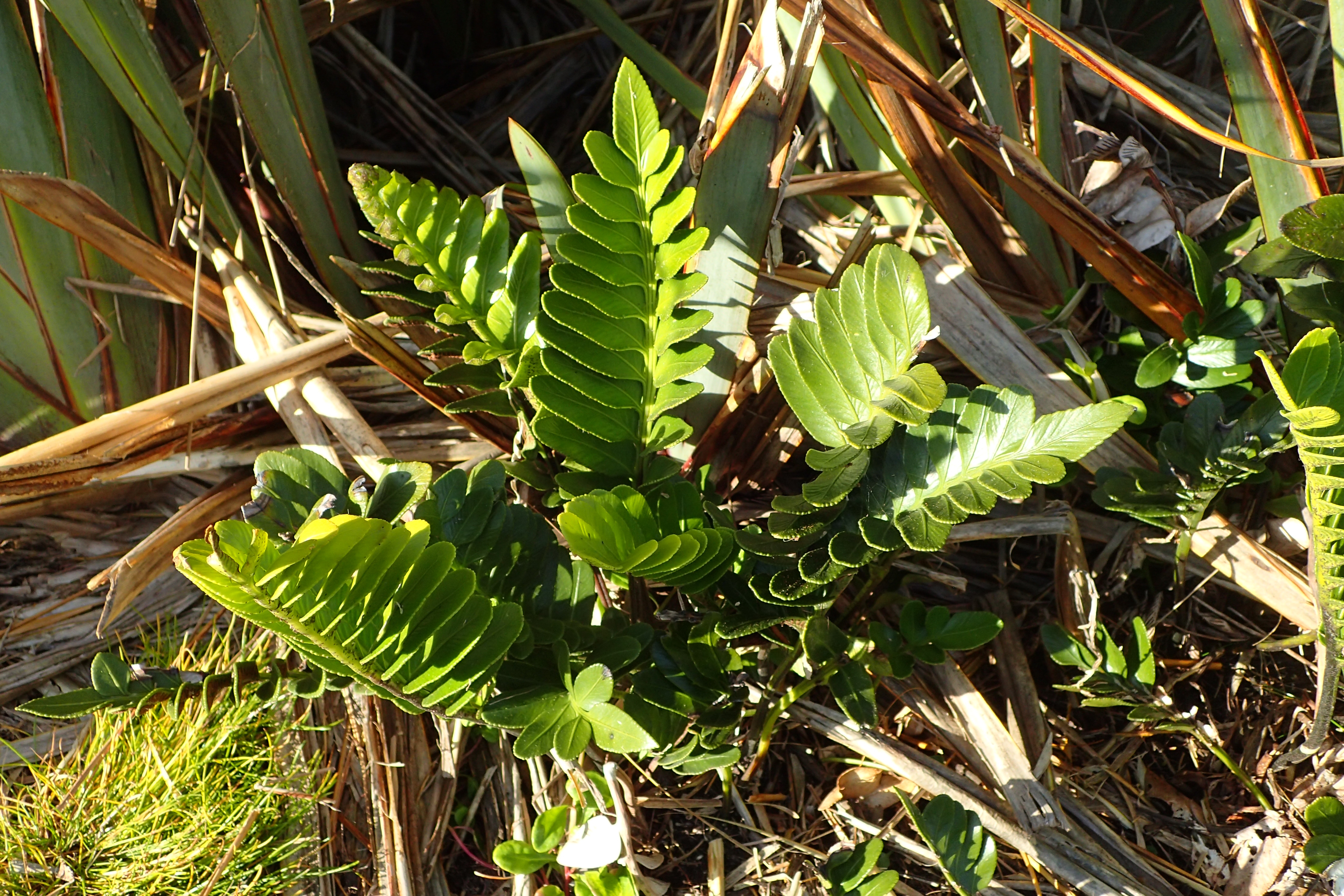
Asplenium obtusatum

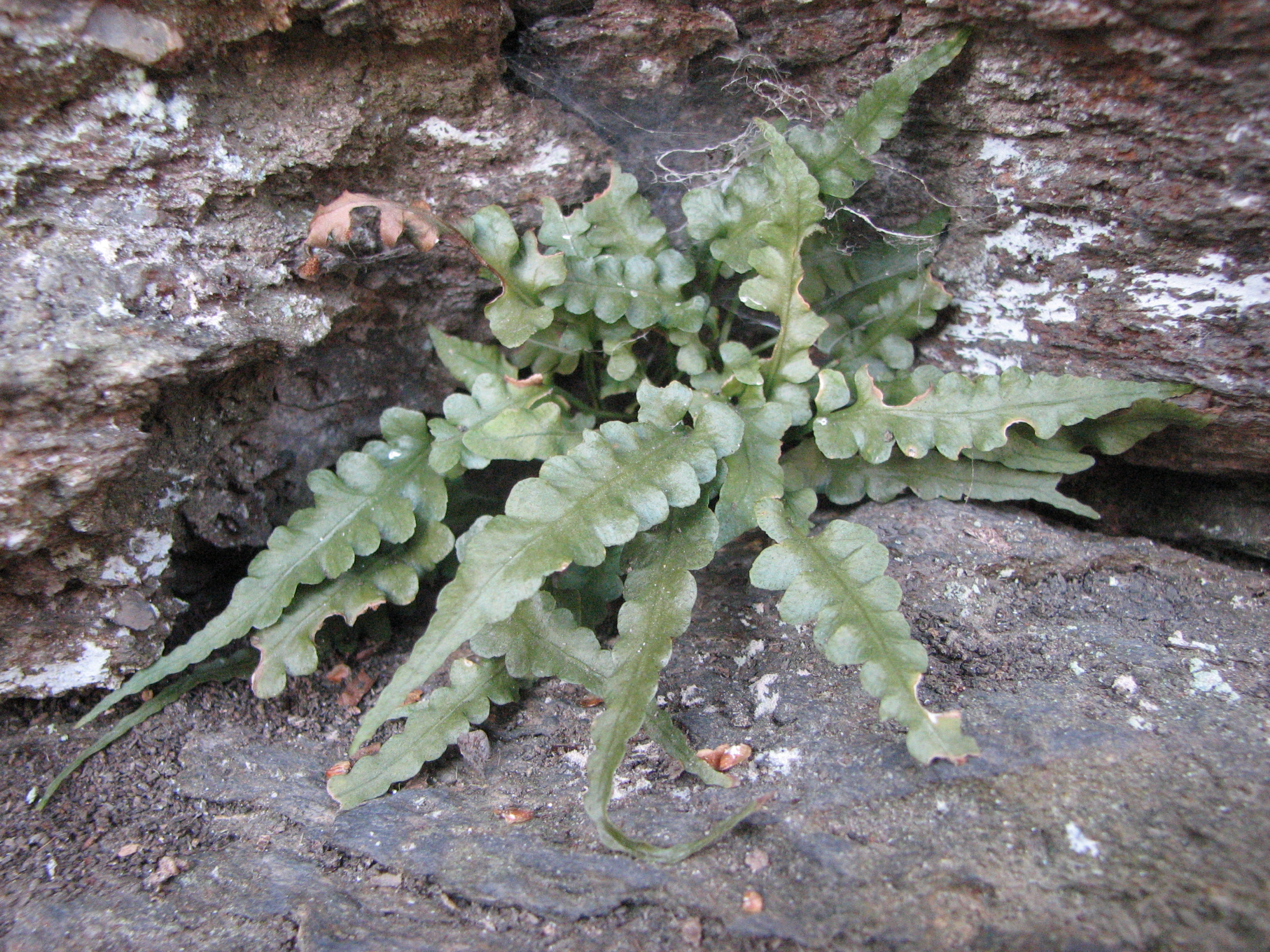
Asplenium pinnatifidum

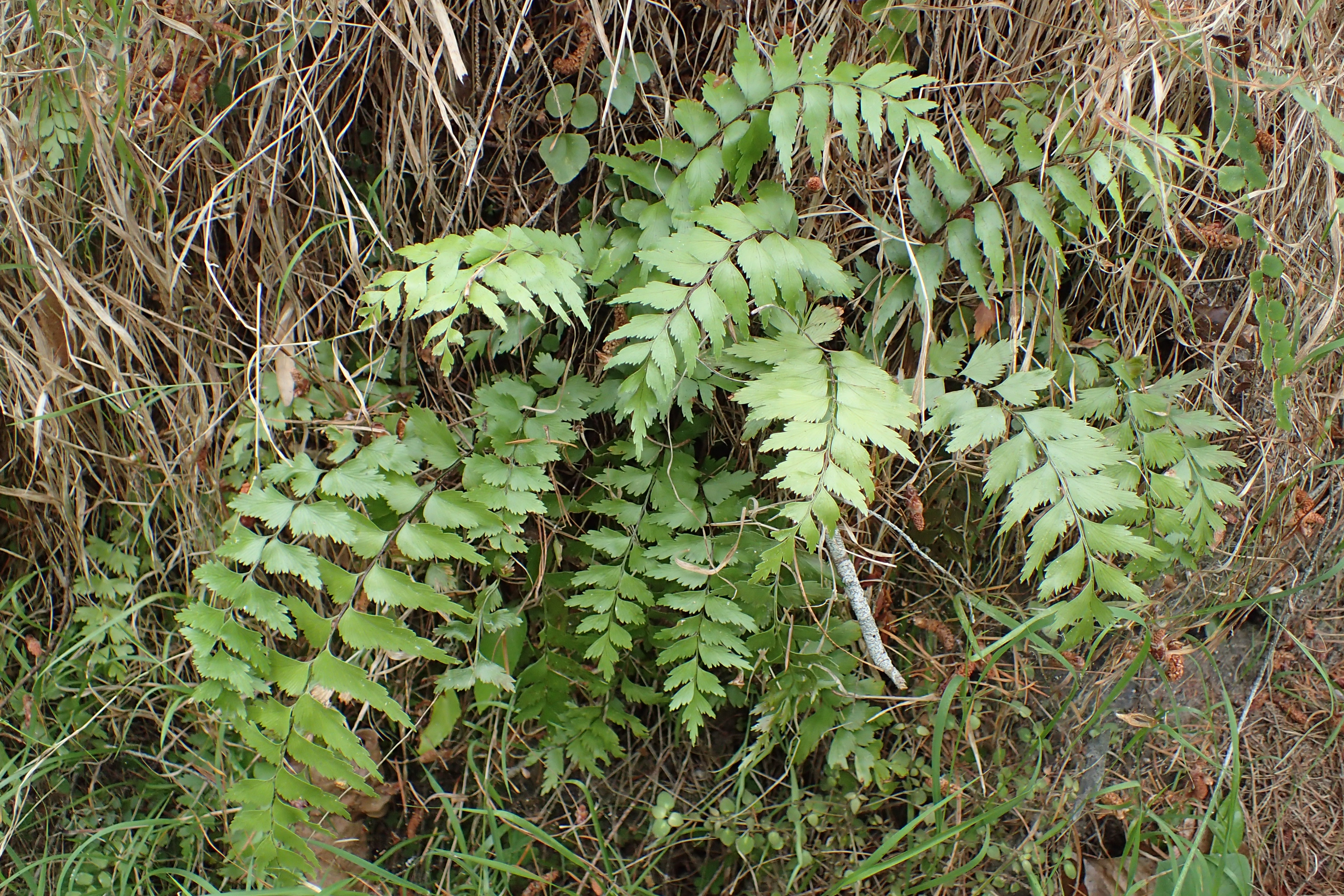
Asplenium polyodon

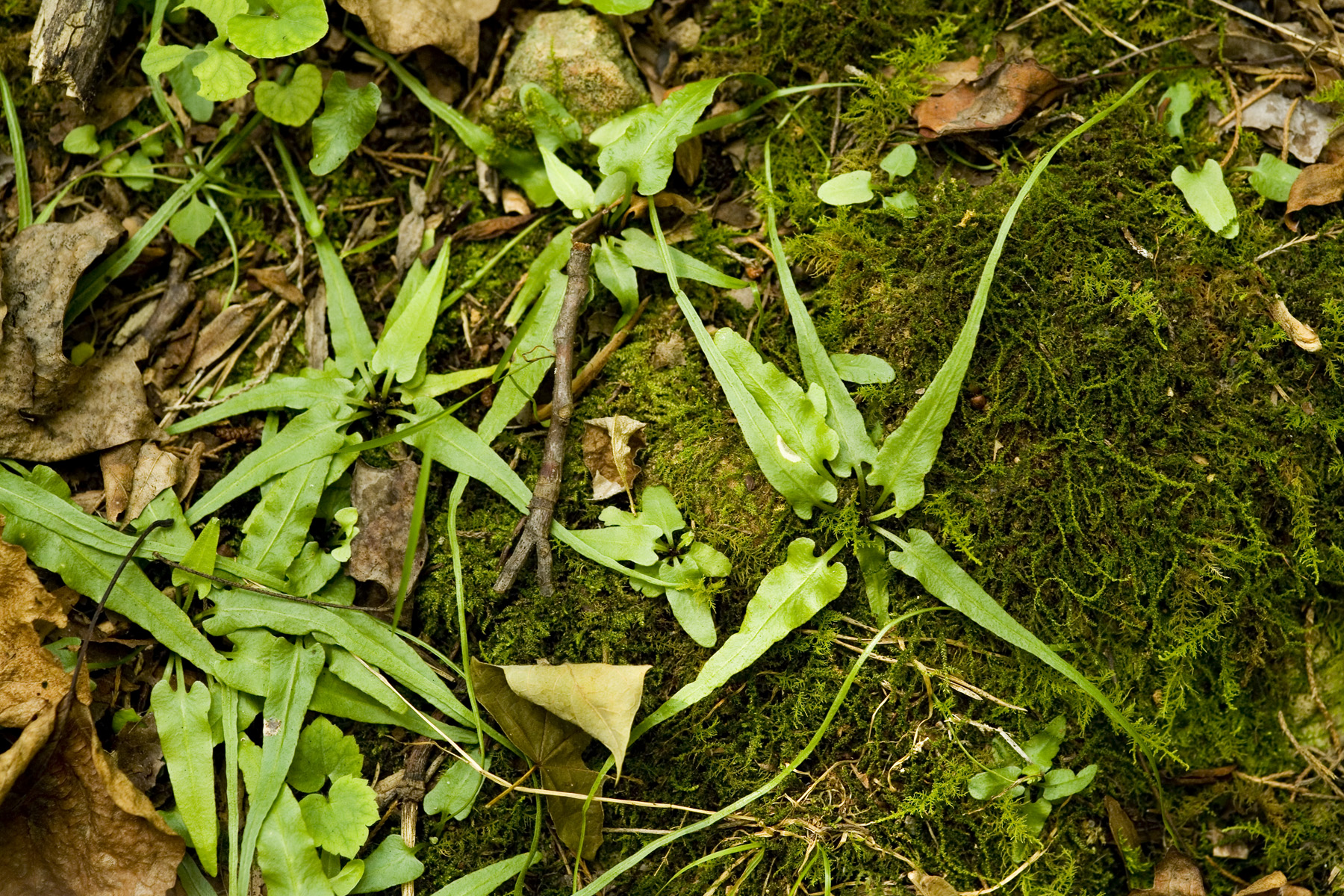
Asplenium rhizophyllum

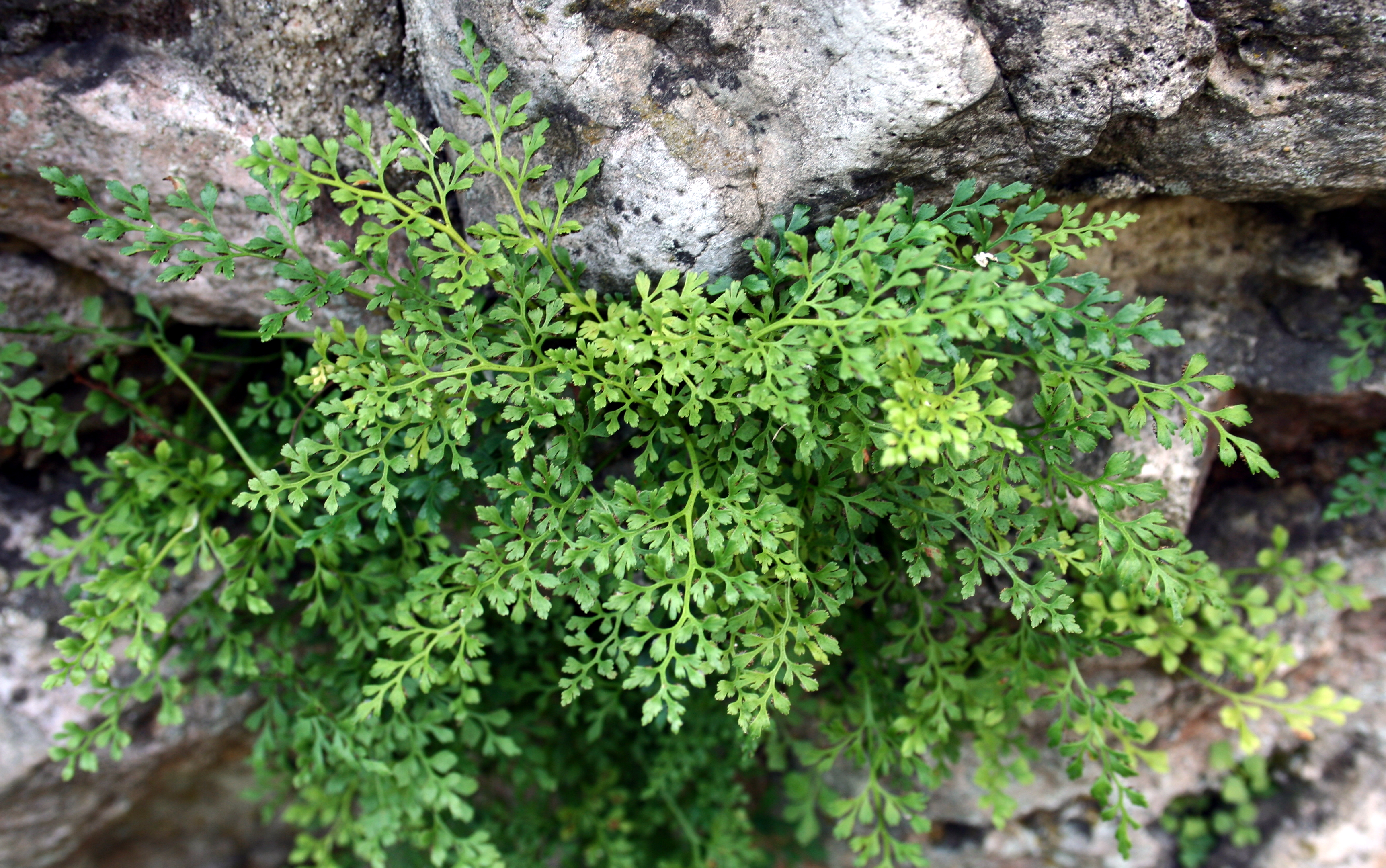
Asplenium ruta-muraria

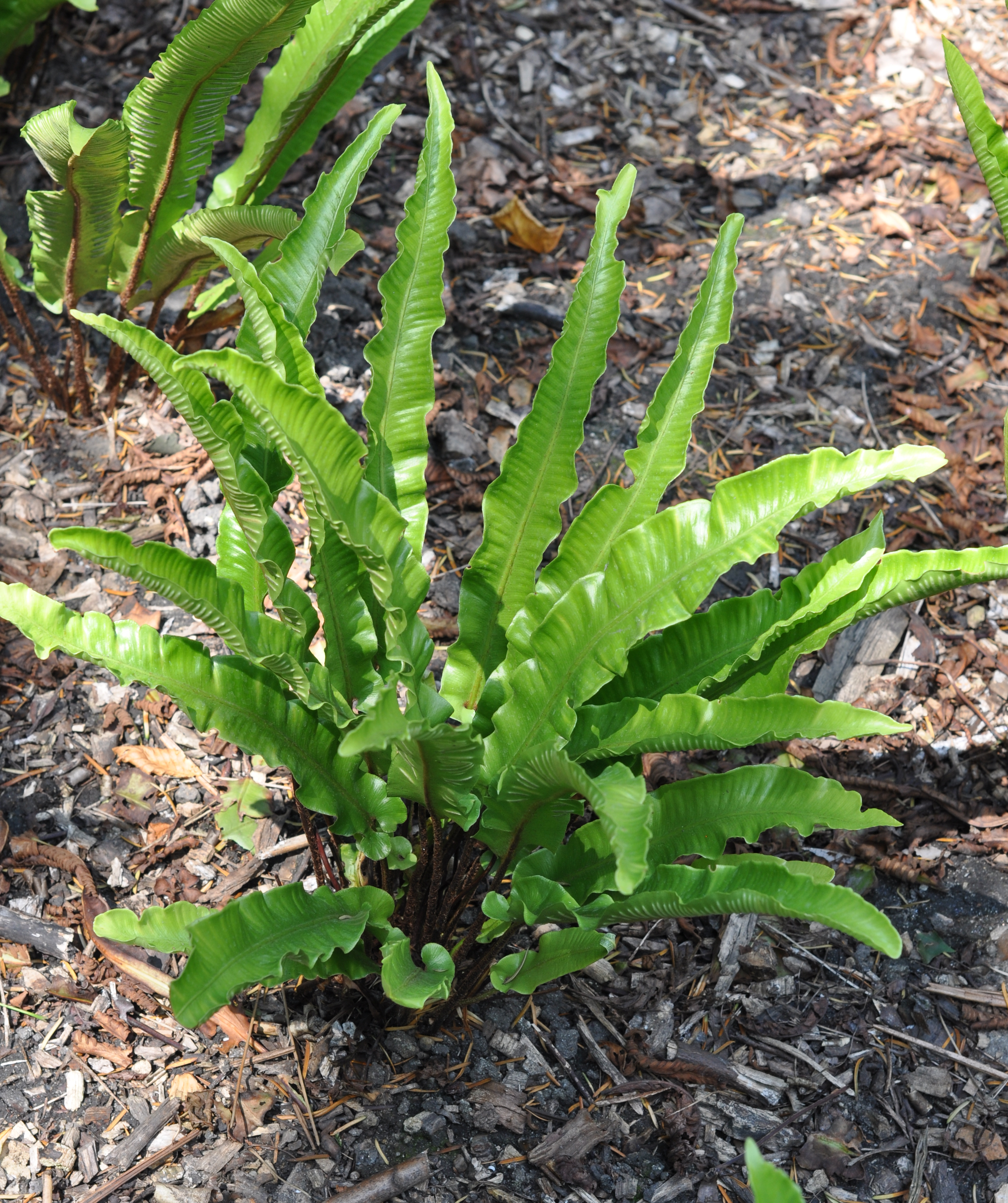
Asplenium scolopendrium

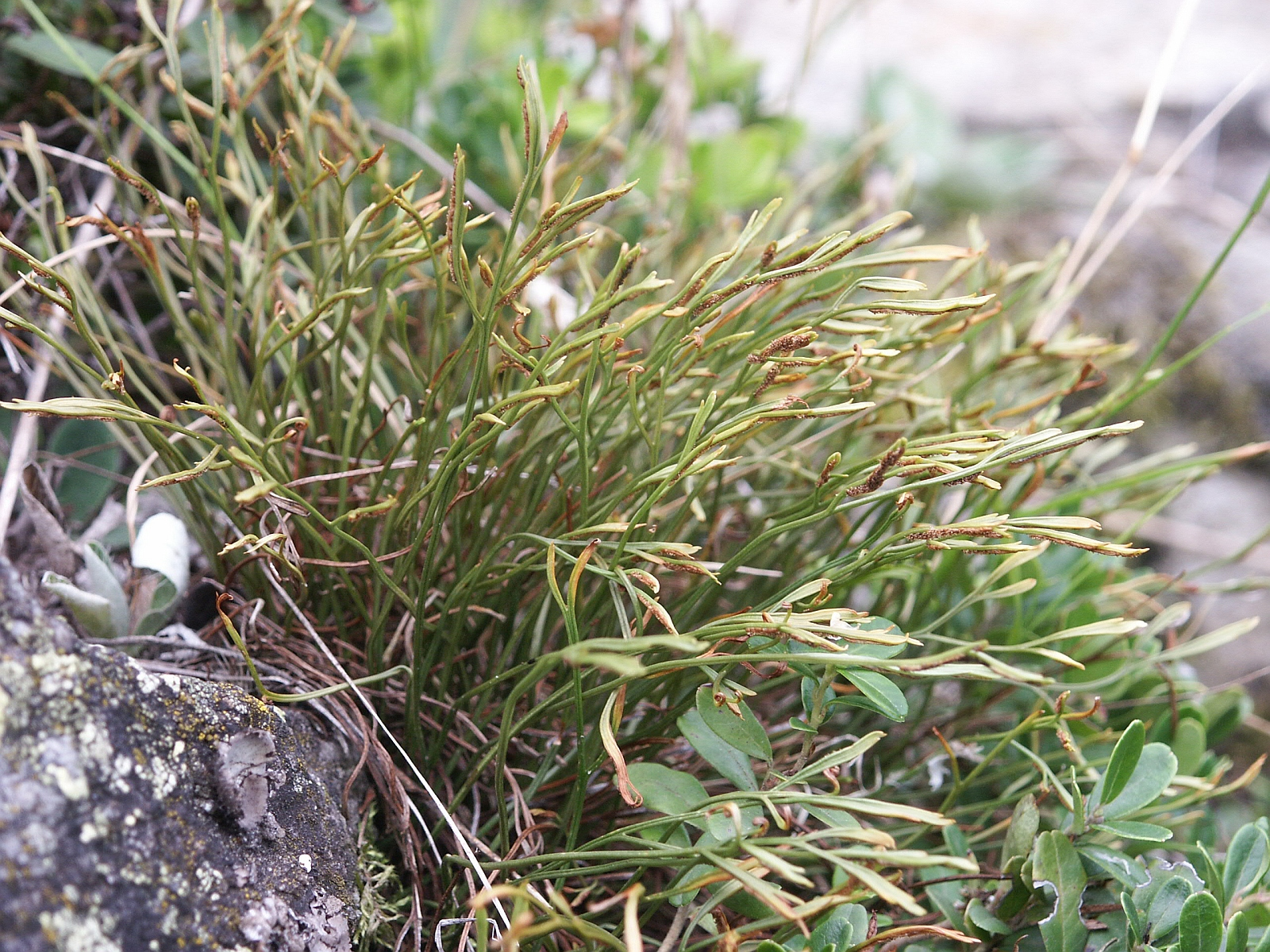
Asplenium septentrionale

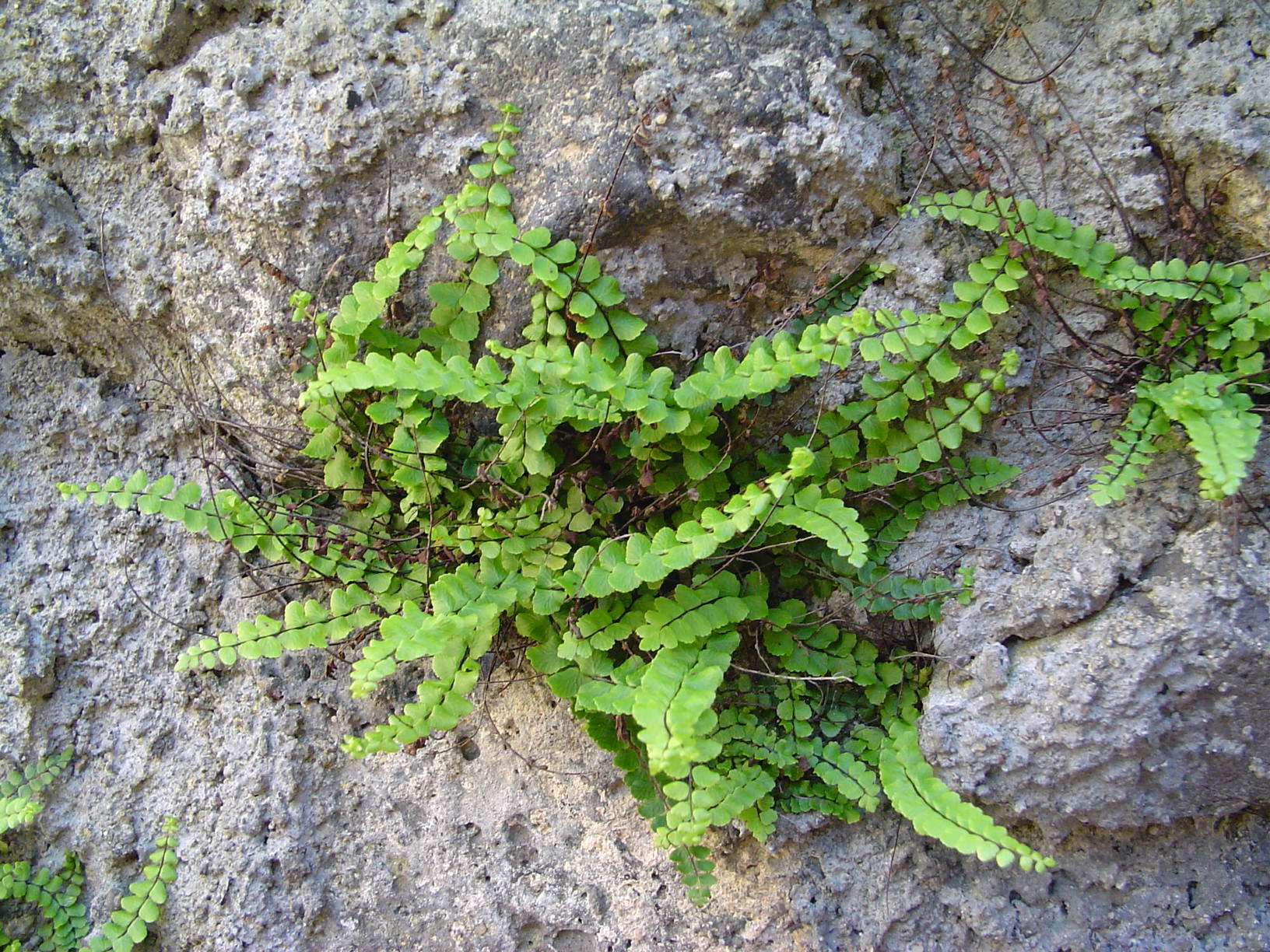
Asplenium trichomanes

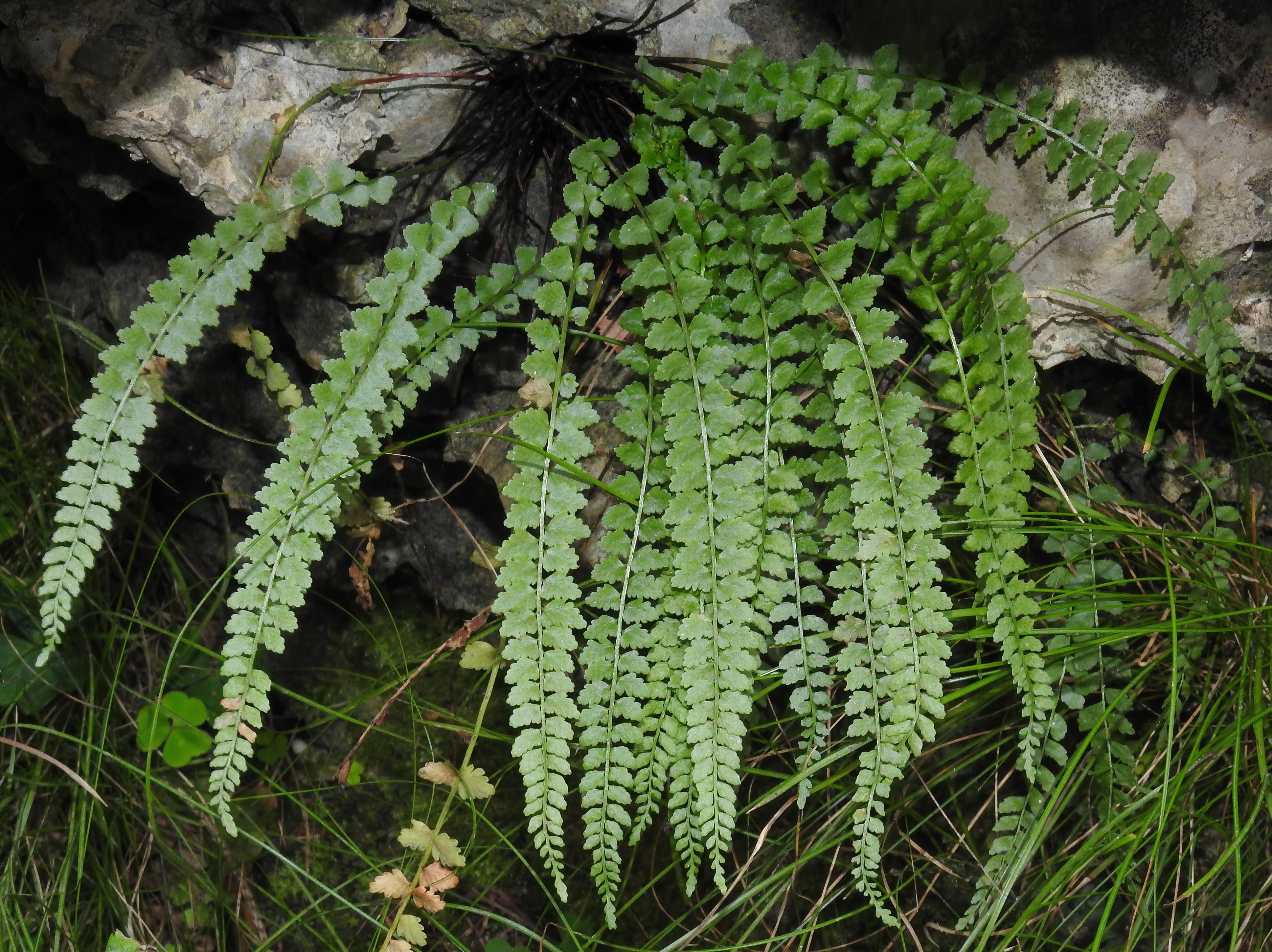
Asplenium viride

Wykaz na podstawie nazw zweryfikowanych według Plants of the World online. Nazwy polskie według.
- Asplenium abscissum Willd.
- Asplenium abyssinicum Fée
- Asplenium achalense Hieron.
- Asplenium acostae M.T.Murillo
- Asplenium acrobryum Christ
- Asplenium actiniopteroides  Peter
- Asplenium acuminatum Hook. & Arn.
- Asplenium acutiserratum (Hieron.) Mickel
- Asplenium adamsii Alston
- Asplenium adiantum-nigrum L. – zanokcica ciemna
- Asplenium adnatum Copel.
- Asplenium adulterinum Milde – zanokcica serpentynowa
- Asplenium aegaeum Lovis, Reichst. & Greuter
- Asplenium aequibasis (C.Chr.) J.P.Roux
- Asplenium aethiopicum (Burm.f.) Becherer
- Asplenium affine Sw.
- Asplenium africanum Desv.
- Asplenium afzelii Rosendahl
- Asplenium × akaishiense Otsuka
- Asplenium alatum Humb. & Bonpl. ex Willd.
- Asplenium albersii Hieron.
- Asplenium altajense (Kom.) Grubov
- Asplenium × alternifolium Wulfen – zanokcica niemiecka
- Asplenium alvarezense Rudm.Brown
- Asplenium amaurolobum Rosenst.
- Asplenium ambohitantelense  Rakotondr.
- Asplenium amboinense Willd.
- Asplenium amoenum Mett.
- Asplenium anceps R.Br.
- Asplenium andapense Tardieu
- Asplenium andreisii Fraser-Jenk.
- Asplenium aneitense Carruth.
- Asplenium angolense Baker
- Asplenium anguifrons Gilli
- Asplenium anguineum Christ
- Asplenium angustum Sw.
- Asplenium anisophyllum Kunze
- Asplenium annetii (Jeanp.) Alston
- Asplenium annobonense Viane
- Asplenium anogrammoides Christ
- Asplenium antiquum Makino – zanokcica stara
- Asplenium antrophyoides Christ
- Asplenium apertum C.Chr.
- Asplenium apoense Copel.
- Asplenium appendiculatum C.Presl
- Asplenium × aran-tohanum Alejandre & M.J.Escal.
- Asplenium araucarieti Sehnem
- Asplenium arcanum A.R.Sm.
- Asplenium arcumontanum Hemp & N.R.Crouch
- Asplenium argentinum Hieron.
- Asplenium × artanense Rosselló, Cubas, Gradaille & B.Sastre
- Asplenium ascensionis Watson
- Asplenium asterolepis Ching
- Asplenium athertonense S.B.Andrews
- Asplenium athyrioides Fée
- Asplenium atrovirens (Hook.) Baker
- Asplenium atroviride Schelpe
- Asplenium attenuatum R.Br.
- Asplenium atuntzeense Viane & Reichst.
- Asplenium aureum Cav.
- Asplenium auriculatum Sw.
- Asplenium auritum Sw.
- Asplenium australasicum Hook. – zanokcica australijska
- Asplenium austrobrasiliense (Christ) Maxon
- Asplenium austrochinense Ching
- Asplenium ayopayense M.Kessler & A.R.Sm.
- Asplenium azoricum Lovis, Rasbach, K.Rasbach & Reichst.
- Asplenium × badense (D.E.Mey.) Jermy
- Asplenium badinii Sylvestre & P.G.Windisch
- Asplenium baileyanum (Domin) Watts
- Asplenium balansae (Baker) Sylvestre
- Asplenium balearicum Shivas
- Asplenium balense Chaerle & Viane
- Asplenium bangii Hieron.
- Asplenium barbaense Hieron.
- Asplenium barclayanum C.D.Adams
- Asplenium barkamense Ching
- Asplenium × barrancense (W.Bennert & D.E.Mey.) Pericás & Rosselló
- Asplenium barteri Hook.
- Asplenium batuense Alderw.
- Asplenium × bavaricum D.E.Mey.
- Asplenium × bechereri D.E.Mey.
- Asplenium beckeri Brade
- Asplenium belloides Alderw.
- Asplenium biafranum Alston & F.Ballard ex Ballard Hook.
- Asplenium bicarinatum Alderw.
- Asplenium bicentenniale D.L.Jones
- Asplenium bifrons Sodiro
- Asplenium bipartitum Bory ex Willd.
- Asplenium bipinnatifidum Baker
- Asplenium biscaynianum A.A.Eaton
- Asplenium blastophorum Hieron.
- Asplenium blepharodes D.C.Eaton
- Asplenium blepharophorum Bertol.
- Asplenium boiteaui Tardieu
- Asplenium bolivianum M.Kessler & A.R.Sm.
- Asplenium boltonii Hook. ex Schelpe
- Asplenium borneense Hook.
- Asplenium × bosco-gurinense S.Jess. & Bujnoch
- Asplenium × bouharmontii Badré & R.Prelli
- Asplenium bourgaei Boiss.
- Asplenium × boydstoniae (K.S.Walter) J.W.Short
- Asplenium brachycarpum (Mett.) Kuhn
- Asplenium bradeanum Handro
- Asplenium bradei Rosenst.
- Asplenium bradleyi D.C.Eaton
- Asplenium brasiliense Sw.
- Asplenium brausei Hieron.
- Asplenium breedlovei A.R.Sm.
- Asplenium × brissaginense D.E.Mey.
- Asplenium buettneri Hieron.
- Asplenium bugoiense Hieron.
- Asplenium bulbiferum G.Forst.
- Asplenium bullatum Wall. ex Mett.
- Asplenium burundense Pic.Serm.
- Asplenium callipteris Fée
- Asplenium campos-portoi Brade
- Asplenium cancellatum Alston
- Asplenium canelense Rosenst.
- Asplenium capense (Kunze) Bir, Fraser-Jenk. & Lovis
- Asplenium × capillicaule Fraser-Jenk.
- Asplenium capillipes Makino
- Asplenium × capillipoides Fraser-Jenk.
- Asplenium capitisyork D.L.Jones
- Asplenium carinatum Alderw.
- Asplenium cariocanum Brade
- Asplenium caripense (Klotzsch) Fourn.
- Asplenium carnarvonense Brownsey
- Asplenium carruthersii Baker
- Asplenium carvalhoanum Herrero, Aedo, Velayos & Viane
- Asplenium castaneoviride Baker
- Asplenium castaneum Schltdl. & Cham.
- Asplenium caudatum G.Forst.
- Asplenium ceii Pic.Serm.
- Asplenium celtibericum Rivas Mart.
- Asplenium × centovallense D.E.Mey.
- Asplenium centrafricanum Pic.Serm.
- Asplenium centrifugale Baker
- Asplenium cesatianum Baker
- Asplenium ceterach L. – zanokcica śledzionka
- Asplenium chaseanum Schelpe
- Asplenium × chasmophilum Van den heede & Viane
- Asplenium chathamense Brownsey
- Asplenium chimantae A.R.Sm.
- Asplenium × chingii Fraser-Jenk.
- Asplenium christii Hieron.
- Asplenium cimmeriorum Brownsey & de Lange
- Asplenium cirrhatum Rich. ex Willd.
- Asplenium cladolepton Fée
- Asplenium × claphamii (Moore ex E.J.Lowe) Viane
- Asplenium claussenii Hieron.
- Asplenium clemensiae Copel.
- Asplenium × clermontiae Syme
- Asplenium clutei Gilbert
- Asplenium coenobiale Hance
- Asplenium colubrinum Christ
- Asplenium comosum Christ
- Asplenium compressum Sw.
- Asplenium concolor Hook.
- Asplenium confusum Tardieu & Ching
- Asplenium congestum C.Chr.
- Asplenium contiguum Kaulf.
- Asplenium × contrei Calle, Lovis & Reichst.
- Asplenium corbariense Rouy
- Asplenium cordatum (Thunb.) Sw.
- Asplenium corderoanum Proctor
- Asplenium cornutissimum X.C.Zhang & R.H.Jiang
- Asplenium cornutum Alston
- Asplenium correardii Tardieu
- Asplenium costei Litard.
- Asplenium × coto-brusense A.Rojas & J.M.Chaves
- Asplenium cowanii A.R.Sm.
- Asplenium creticum Lovis, Reichst. & Zaffran
- Asplenium crinicaule Hance
- Asplenium × crinolinense Fraser-Jenk.
- Asplenium cristatum Lam.
- Asplenium cromwellianum Rosenst.
- Asplenium cruegeri Hieron.
- Asplenium cuneatiforme Christ
- Asplenium cuneatum Lam.
- Asplenium cuneifolium Viv. – zanokcica klinowata
- Asplenium currorii Hook.
- Asplenium curtisorum Christ
- Asplenium curtissii Underw.
- Asplenium cuspidatum Lam.
- Asplenium cymbifolium Christ
- Asplenium × cyrnosardoum Rasback, Vida & Reichst.
- Asplenium cyrtosorum K.W.Xu, Li Bing Zhang & W.B.Liao
- Asplenium daghestanicum Christ
- Asplenium dalhousieae Hook.
- Asplenium dareoides Desv.
- Asplenium daucifolium Lam. – zanokcica marchwiolistna
- Asplenium davisii Stolze
- Asplenium dayi Hieron.
- Asplenium decompositum Peter
- Asplenium decrescens Kunze
- Asplenium decurrens Willd.
- Asplenium delavayi (Franch.) Copel.
- Asplenium delicatulum C.Presl
- Asplenium demerkense Hieron.
- Asplenium dentatum L.
- Asplenium depauperatum Fée
- Asplenium dianae A.R.Sm.
- Asplenium × diasii H.Schaef., Rumsey & Rasbach
- Asplenium dichotomum Hook.
- Asplenium dicranurum C.Chr.
- Asplenium dielerectum Viane
- Asplenium dielfalcatum Viane
- Asplenium dielmannii Viane
- Asplenium dielpallidum N.Snow
- Asplenium difforme R.Br.
- Asplenium dimidiatum Sw.
- Asplenium dimorphum Kunze – zanokcica różnokształtna
- Asplenium diplazisorum Hieron.
- Asplenium diplosceum Hieron.
- Asplenium diplotion Baker
- Asplenium discrepans Rosenst.
- Asplenium disjunctum Sledge
- Asplenium dissectum Sw.
- Asplenium divaricatum Kunze
- Asplenium dognyense Rosenst.
- Asplenium × dolosum Milde
- Asplenium domingense Brause
- Asplenium douglasii Hook. & Grev.
- Asplenium dregeanum Kunze
- Asplenium drepanophyllum Kunze
- Asplenium durum Copel.
- Asplenium × dutartrei Berthet
- Asplenium eatonii Davenp.
- Asplenium ebenoides R.R.Scott
- Asplenium eberhardtii Tardieu
- Asplenium ecuadorense Stolze
- Asplenium ekmanii C.Chr.
- Asplenium elaphoglossoides  C.Chr.
- Asplenium elliottii C.H.Wright
- Asplenium elmeri Christ
- Asplenium emarginatodentatum  Zenker ex Kunze
- Asplenium emarginatum Pal.
- Asplenium ensiforme Wall. ex Hook. & Grev.
- Asplenium erectum Bory ex Willd.
- Asplenium erosum L.
- Asplenium erythraeum Pic.Serm.
- Asplenium erythrocaulon Blume
- Asplenium escaleroense Christ
- Asplenium eurysorum Hieron.
- Asplenium eutecnum A.R.Sm.
- Asplenium excelsum Lellinger
- Asplenium exhaustum (Christ) Alston
- Asplenium exiguum Bedd.
- Asplenium extensum Fée
- Asplenium eylesii Sim
- Asplenium falcatum Lam.
- Asplenium fawcettii Jenman
- Asplenium feei Kunze ex Fée
- Asplenium fenzlii Ettingsh.
- Asplenium fibrillosum Pringle & Davenp.
- Asplenium filiceps Copel.
- Asplenium filidens Brownlie
- Asplenium filipes Copel.
- Asplenium finlaysonianum Hook.
- Asplenium fissum Kit.
- Asplenium flabellifolium Cav.
- Asplenium flabellulatum Kunze
- Asplenium flaccidum G.Forst.
- Asplenium × flagrum W.H.Wagner & D.D.Palmer
- Asplenium flexuosum Schrad.
- Asplenium fontanum (L.) Bernh.
- Asplenium foreziense
- Asplenium formosae Christ
- Asplenium formosum Willd.
- Asplenium fragrans Sw.
- Asplenium francii Rosenst.
- Asplenium fugax Christ
- Asplenium funckii Fée
- Asplenium gardneri Baker
- Asplenium × garhwalense Reichst. ex Fraser-Jenk. & Khullar
- Asplenium gastoni-gautieri  Litard.
- Asplenium gastonis Fée
- Asplenium gemmascens Alston
- Asplenium gemmiferum Schrad.
- Asplenium × genicoalitum Fraser-Jenk.
- Asplenium gentryi A.R.Sm.
- Asplenium geraense (C.Chr.) Sylvestre
- Asplenium ghiesbreghtii Fourn.
- Asplenium gibberosum (Forst.) Mett.
- Asplenium gilbertii Proctor
- Asplenium gilliesii Hook.
- Asplenium gjellerupii Alderw.
- Asplenium glanduliserrulatum Ching ex S.H.Wu
- Asplenium glaucostipes Alderw.
- Asplenium goetzii Hieron.
- Asplenium gomezianum Lellinger
- Asplenium gravesii Maxon
- Asplenium gregoriae Baker
- Asplenium grevillei Wall. ex Hook. & Grev.
- Asplenium griffithianum Hook.
- Asplenium griseum Copel.
- Asplenium guangdongense Y.Fen Chang & H.Schneid.
- Asplenium gueinzianum Mett.
- Asplenium haenkeanum Hieron.
- Asplenium haenkei Copel.
- Asplenium hagenii Alderw.
- Asplenium hainanense Ching
- Asplenium haleakalense W.H.Wagner
- Asplenium hallbergii Mickel & Beitel
- Asplenium hallei Tardieu
- Asplenium hallii Hook.
- Asplenium hapalophyllum Rosenst.
- Asplenium harleyanum G.Kunkel
- Asplenium harmanii D.L.Jones
- Asplenium harpeodes Kunze
- Asplenium harrisii Jenman
- Asplenium hastatum Klotzsch
- Asplenium haughtonii (Hook.) Bir, Fraser-Jenk. & Lovis
- Asplenium haurakiense (Brownsey) Ogle
- Asplenium helii Lusina
- Asplenium hemionitis L.
- Asplenium hemitomum Hieron.
- Asplenium × herb-wagneri W.C.Taylor & Mohlenbr.
- Asplenium herpetopteris Baker
- Asplenium herzogii Rosenst.
- Asplenium heterochroum Kunze
- Asplenium heteromorphum Alderw.
- Asplenium heteroresiliens W.H.Wagner
- Asplenium hispanicum (Coss.) Greuter & Burdet
- Asplenium hobdyi W.H.Wagner
- Asplenium holophlebium Baker
- Asplenium holosorum Christ
- Asplenium holstii Hieron.
- Asplenium hookerianum Colenso
- Asplenium horizontale Baker
- Asplenium hostmannii Hieron.
- Asplenium howeanum (Watts) W.R.B.Oliv.
- Asplenium × huawuense Z.R.Wang ex Viane & Y.X.Lin
- Asplenium humbertii Tardieu
- Asplenium × hungaricum Fraser-Jenk. & G.Vida
- Asplenium hybridum (Milde) Bange
- Asplenium hypomelas Kuhn
- Asplenium × iidanum (Sa.Kurata) Y.Shimura & K.Takiguchi
- Asplenium impressivenium Alderw.
- Asplenium inaequilaterale Willd.
- Asplenium incisoserratum (Rosenst.) N.Murak. & R.C.Moran
- Asplenium incisum Thunb. – zanokcica wcięta
- Asplenium indusiatum Copel.
- Asplenium × inexpectatum E.L.Braun ex Morton
- Asplenium insiticium Brack.
- Asplenium insolitum A.R.Sm.
- Asplenium interjectum Christ
- Asplenium isabelense Brause
- Asplenium × jacksonii (Alston) Lawal.
- Asplenium jahandiezii Rouy
- Asplenium jaundeense Hieron.
- Asplenium × javorkae Kümmerle
- Asplenium jenmanii Proctor
- Asplenium jensenii C.Chr.
- Asplenium × joellaui N.Snow
- Asplenium × joncheerei D.E.Mey.
- Asplenium juglandifolium Lam.
- Asplenium kassneri Hieron.
- Asplenium kaulfussii Schltdl.
- Asplenium kelelense Brause
- Asplenium kentuckiense T.N.McCoy
- Asplenium kenzoi Sa.Kurata
- Asplenium × khaniense Brownsey & Jermy
- Asplenium khullarii Reichst. & Rasbach ex Fraser-Jenk.
- Asplenium kiangsuense Ching & Y.X.Jing
- Asplenium × kidoi Sleep ex Viane, Y.X.Lin & Reichst.
- Asplenium kinabaluense Holttum
- Asplenium × kitazawae Sa.Kurata & Hutoh
- Asplenium kjellbergii C.Chr.
- Asplenium klossii C.Chr.
- Asplenium × kokeense W.H.Wagner
- Asplenium komarovii Akasawa
- Asplenium × krameri (Herrero, Prada, Pajarón & Pangua) Rivas Mart.
- Asplenium × kummerlei (Vida) Soó
- Asplenium kunzeanum Klotzsch
- Asplenium labillardierei Kuntze
- Asplenium laciniatum D.Don
- Asplenium lacinioides Fraser-Jenk., Pangtey & Khullar
- Asplenium lacinulatum Schrad.
- Asplenium lademannianum Rosenst.
- Asplenium lambinonii Pic.Serm.
- Asplenium lamprocaulon Fée
- Asplenium lamprophyllum Carse
- Asplenium lancifolium C.Chr.
- Asplenium langsdorffii (C.Mart.) Sehnem
- Asplenium laserpitiifolium  Lam. – zanokcica okrzynolistna
- Asplenium lastii C.Chr.
- Asplenium laurentii J.Bommer
- Asplenium laxifolium Alderw.
- Asplenium leandrianum Tardieu
- Asplenium ledermannii Hieron.
- Asplenium × lellingerianum  C.Sánchez & L.Regalado
- Asplenium lepidotum Perrie & Brownsey
- Asplenium lepidum C.Presl
- Asplenium lepturus J.Sm.
- Asplenium × lessinense Vida & Reichst.
- Asplenium leucostegioides Baker
- Asplenium × liberiense G.Kunkel
- Asplenium × ligusticum R.Bernardello, Marchetti, Van den heede & Viane
- Asplenium lilloanum de la Sota
- Asplenium linckii Kuhn
- Asplenium listeri C.Chr.
- Asplenium lividum Mett.
- Asplenium lobangense C.Chr.
- Asplenium lobatum Pappe & Rawson
- Asplenium × lobmingense Lovis, Melzer & Reichst.
- Asplenium lobulatum Mett.
- Asplenium lokohoense Tardieu
- Asplenium lolegnamense (Gibby & Lovis) Viane
- Asplenium longicauda Hook.
- Asplenium longipes Fée
- Asplenium longissimum Blume
- Asplenium longum Alderw.
- Asplenium lorentzii Hieron.
- Asplenium loxocarpum Copel.
- Asplenium loxoscaphoides Baker
- Asplenium × lucrosum Perrie & Brownsey
- Asplenium lunulatum Sw.
- Asplenium lyallii T.Moore
- Asplenium macarenianum C.V.Morton & Lellinger
- Asplenium macedonicum Kümmerle
- Asplenium macraei Hook. & Grev.
- Asplenium macrophlebium Baker
- Asplenium macrophyllum Sw.
- Asplenium macrosorum Bertero
- Asplenium macrurum Mickel & Stolze
- Asplenium malcolm-smithii Proctor
- Asplenium mangindranense Tardieu
- Asplenium mannii Hook.
- Asplenium mantalingahanum P.M.Zamora & Co
- Asplenium × mantoniae Váróczy & Vida
- Asplenium marattioides (Brack.) C.Chr.
- Asplenium marinum L.
- Asplenium marojejyense Tardieu
- Asplenium martianum C.Chr.
- Asplenium mauritiensis Lorence
- Asplenium maxonii Lellinger
- Asplenium megalura Hieron.
- Asplenium × mendelianum D.E.Mey.
- Asplenium merapohense Jaman & K.Imin
- Asplenium micantifrons (Tuy.) Tuy. ex H.Ohba
- Asplenium micropaleatum M.Kessler & A.R.Sm.
- Asplenium microtum Maxon
- Asplenium microxiphion Baker
- Asplenium mildbraedii Hieron.
- Asplenium milnei Carruth. – zanokcica Milnea
- Asplenium minimum M.Martens & Galeotti
- Asplenium minutifolium Kanem. & Tagane
- Asplenium miradorense Liebm.
- Asplenium × mitsutae Viane & Reichst.
- Asplenium modestum Maxon
- Asplenium monanthes L.
- Asplenium monodon Liebm.
- Asplenium monotis Christ
- Asplenium montanum Willd.
- Asplenium × morganii W.H.Wagner
- Asplenium morobense Copel.
- Asplenium mosetenense M.Kessler
- Asplenium mossambicense Schelpe
- Asplenium mourae Hieron.
- Asplenium mucronatum C.Presl
- Asplenium muellerianum Rosenst.
- Asplenium multiforme Krasser
- Asplenium munchii A.R.Sm.
- Asplenium murariaeforme Waisb.
- Asplenium × murbeckio Guétrot
- Asplenium musifolium Mett. – zanokcica bananolistna
- Asplenium × mustangense Fraser-Jenk., Pangtey & Khullar
- Asplenium myriophyllum (Sw.) C.Presl
- Asplenium mysorense Roth
- Asplenium neobrackenridgei  W.H.Wagner
- Asplenium neohainanense Viane
- Asplenium nephrolepioides Christ
- Asplenium nesii Christ
- Asplenium nesioticum Maxon
- Asplenium newmanii Bolle
- Asplenium nidoides Fraser-Jenk. & Kandel
- Asplenium nidus L. – zanokcica gniazdowa
- Asplenium × nieschalkii D.E.Mey.
- Asplenium nigrescens Blume
- Asplenium nigripes (Fée ex T.Moore) Hook.
- Asplenium nigritianum Hook.
- Asplenium nitens Sw.
- Asplenium nitidum Sw.
- Asplenium normale D.Don
- Asplenium normaloides Y.Fen Chang & H.Schneid.
- Asplenium novae-caledoniae  Hook.
- Asplenium novoguineense Rosenst.
- Asplenium nutans Rosenst.
- Asplenium obesum Baker
- Asplenium oblongatum Mett.
- Asplenium oblongifolium Colenso – zanokcica długolistna
- Asplenium obovatum Viv.
- Asplenium obtusatum G.Forst. – zanokcica tępolistna
- Asplenium ocoense C.Chr.
- Asplenium octoploideum Viane & Van den heede
- Asplenium oellgaardii Stolze
- Asplenium ofeliae Salgado
- Asplenium oldhamii Hance
- Asplenium oligolepidum C.Chr.
- Asplenium oligophlebium Baker
- Asplenium oligophyllum Kaulf.
- Asplenium oligosorum Mickel & Beitel
- Asplenium olivaceum A.R.Sm.
- Asplenium onopteris L. – zanokcica kończysta
- Asplenium × orellii Lovis & Reichst.
- Asplenium oroupouchense Prestoe
- Asplenium otites Link
- Asplenium pachychlamys C.Chr.
- Asplenium pacificum Holttum
- Asplenium paedigens Copel.
- Asplenium pagesii Litard.
- Asplenium palaciosii A.Rojas
- Asplenium paleaceum R.Br.
- Asplenium palmeri Maxon
- Asplenium papaverifolium (Kunze) Viane
- Asplenium papuanum Copel.
- Asplenium × papyraceum (Jermy & T.G.Walker) N.Murak. & R.C.Moran
- Asplenium parablastophorum  Braithwaite
- Asplenium paradoxum Blume
- Asplenium parksii Copel.
- Asplenium parvisorum Bonap.
- Asplenium parvum Watts
- Asplenium patagonicum R.A.Rodr. & R.Guzmán
- Asplenium paucidens Alderw.
- Asplenium paucifolium Bonap.
- Asplenium paucijugum F.Ballard
- Asplenium paucivenosum (Ching) Bir
- Asplenium pauperequitum Brownsey & P.J.Jacks.
- Asplenium pearcei Baker
- Asplenium pedicularifolium  A.St.-Hil.
- Asplenium pellucidum Lam.
- Asplenium perakense C.G.Matthew & Christ
- Asplenium perardii Litard.
- Asplenium perlongum Alderw.
- Asplenium perplexum Salgado
- Asplenium persicifolium J.Sm.
- Asplenium peruvianum Desv.
- Asplenium peteri Becherer
- Asplenium petiolulatum Mett.
- Asplenium petrarchae (Guerin) DC.
- Asplenium phillipsianum (Kümmerle) Bir, Fraser-Jenk. & Lovis
- Asplenium phyllitidis D.Don
- Asplenium picardae Hieron.
- Asplenium pifongiae L.Y.Kuo, Fay W.Li & Y.H.Chang
- Asplenium pinnatifidum Nutt.
- Asplenium platybasis Kunze ex Mett.
- Asplenium platyneuron (L.) Britton, Sterns & Poggenb.
- Asplenium plenum E.P.St.John ex Small
- Asplenium pleurosorum Christenh.
- Asplenium pocsii Pic.Serm.
- Asplenium poloense Rosenst.
- Asplenium polyodon G.Forst.
- Asplenium polyphyllum Bertero
- Asplenium ponapeanum T.Nakam. & Miyam.
- Asplenium poolii Baker
- Asplenium poscharskyanum (Hoffm.) Dörfl.
- Asplenium potosinum Hieron.
- Asplenium powellii Baker
- Asplenium praegracile Rosenst.
- Asplenium praemorsum Sw.
- Asplenium presolanense (Mokry, Rasbach & Reichst.) J.C.Vogel & Rumsey
- Asplenium preussii Hieron.
- Asplenium pringlei Davenp.
- Asplenium prionites Kunze
- Asplenium projectum Kunze
- Asplenium prolongatum Hook.
- Asplenium protensum Schrad.
- Asplenium × protomajoricum  Pangua & C.Prada
- Asplenium protractum Tardieu & C.Chr.
- Asplenium pseuderectum Hieron.
- Asplenium pseudoangustum Stolze
- Asplenium pseudoauriculatum Schelpe
- Asplenium pseudobulbiferum Brownlie
- Asplenium pseudocaudatum Alderw.
- Asplenium pseudofugax Fraser-Jenk. & Kandel
- Asplenium pseudonitidum Raddi
- Asplenium pseudopraemorsum  Ching
- Asplenium pseudotenerum Brownlie
- Asplenium pseudovulcanicum  Alderw.
- Asplenium psychropolitanum  H.J.Lam & Verhey ex H.J.Lam
- Asplenium pteridoides Baker
- Asplenium pteropus Kaulf.
- Asplenium pulchellum Raddi
- Asplenium pulcherrimum (Baker) Ching
- Asplenium pululahuae Sodiro
- Asplenium pumilum Sw.
- Asplenium punjabense Bir, Fraser-Jenk. & Lovis
- Asplenium purdieanum Hook.
- Asplenium quaylei E.Brown
- Asplenium quezelii Tardieu
- Asplenium quitense Hook.
- Asplenium raddianum Gaudich.
- Asplenium radicans L.
- Asplenium × rajbhandarii Fraser-Jenk. & Kandel
- Asplenium ramlowii Hieron.
- Asplenium rapense (E.Brown) Copel.
- Asplenium rebeccae Fraser-Jenk. & Wangdi
- Asplenium × recoderi Aizpuru & Catalán
- Asplenium rectangulare Maxon
- Asplenium recumbens Gand.
- Asplenium reekmansii Pic.Serm.
- Asplenium regis Copel.
- Asplenium regulare Sw.
- Asplenium × reichlingii Lawal.
- Asplenium × reichsteinii Bennert, Rasbach & K.Rasbach
- Asplenium repens Hook.
- Asplenium resiliens Kunze
- Asplenium × reuteri Milde
- Asplenium rhizophyllum L.
- Asplenium rhomboidale Desv.
- Asplenium richardii Hook.f.
- Asplenium riswanii S.Y.Dong
- Asplenium ritoense Hayata
- Asplenium rockii C.Chr.
- Asplenium rosenstockianum Brade
- Asplenium × rosselloi Bennert, Rasbach & Reichst.
- Asplenium ruizianum Klotzsch
- Asplenium rukaraense Hieron.
- Asplenium ruprechtii Sa.Kurata
- Asplenium × ruscinonense Nieschalk, Lovis & Reichst.
- Asplenium ruta-muraria L. – zanokcica murowa
- Asplenium rutaceum (Willd.) Mett.
- Asplenium rutifolium (P.J.Bergius) Kunze
- Asplenium rutshuruense Taton ex Pic.Serm.
- Asplenium ruwenzoriense Baker
- Asplenium sagittatum (DC.) Bange
- Asplenium sajanense Gudoschn. & Krasnob.
- Asplenium salicifolium L.
- Asplenium salignum Blume
- Asplenium salwinense (Ching) Fraser-Jenk.
- Asplenium sampsonii Hance
- Asplenium sanchezii A.R.Sm.
- Asplenium sancti-christofori Christ
- Asplenium sandersonii Hook.
- Asplenium × santamariae H.Schaef., Rumsey & Rasbach
- Asplenium sarelii Hook.
- Asplenium × sarniense Sleep
- Asplenium saxicola Rosenst.
- Asplenium scalare Rosenst.
- Asplenium scandens J.Sm.
- Asplenium scandicinum Kaulf.
- Asplenium schelpei Braithwaite
- Asplenium schizocarpum (Copel.) Copel.
- Asplenium schizophyllum C.Chr.
- Asplenium schizotrichum Copel.
- Asplenium schnellii Tardieu
- Asplenium schultzei Brause
- Asplenium schwackei Christ
- Asplenium schweinfurthii Baker
- Asplenium sciadophilum Proctor
- Asplenium scleroprium Hombr. & Jacquinot
- Asplenium scolopendrioides  J.Sm. ex Hook.
- Asplenium scolopendrium L. – zanokcica języcznik, języcznik zwyczajny
- Asplenium scolopendropsis F.Muell.
- Asplenium scortechinii Bedd.
- Asplenium sebungweense J.E.Burrows
- Asplenium seelosii Leybold
- Asplenium seileri C.D.Adams
- Asplenium sellowianum (Hieron.) Hieron.
- Asplenium semipinnatum (Hieron.) A.R.Sm.
- Asplenium septentrionale (L.) Hoffm. – zanokcica północna
- Asplenium serra Langsd. & Fisch.
- Asplenium serratifolium Li Bing Zhang & K.W.Xu
- Asplenium serratum L.
- Asplenium serricula Fée
- Asplenium sertularioides Baker
- Asplenium sessilifolium Desv.
- Asplenium sessilipinnum A.Rojas
- Asplenium setisectum Blume
- Asplenium setoi N.Murak. & Seriz.
- Asplenium shawii Copel.
- Asplenium × shawneense (R.C.Moran) H.E.Ballard
- Asplenium shikokianum Makino
- Asplenium shimurae (H.Itô) Nakaike
- Asplenium shuttleworthianu m Kunze
- Asplenium siamense Tagawa & K.Iwats.
- Asplenium sikkimbirii Fraser-Jenk.
- Asplenium simii Braithwaite & Schelpe
- Asplenium simile Blume
- Asplenium simonsianum Hook.
- Asplenium simplicifolium Brade
- Asplenium simplicifrons F.Muell. – zanokcica pojedynczolistna
- Asplenium × sleepiae Badré & Boudrie
- Asplenium smedsii Pic.Serm.
- Asplenium × sobtianum Fraser-Jenk., Pangtey & Khullar
- Asplenium soleirolioides A.R.Sm.
- Asplenium × sollerense Lovis, Sleep & Reichst.
- Asplenium solmsii Baker
- Asplenium souchei Litard.
- Asplenium spannagelii Sehnem
- Asplenium speluncae Christ
- Asplenium sphaerosporum A.R.Sm.
- Asplenium × sphenocookii W.H.Wagner
- Asplenium sphenoides Kunze
- Asplenium sphenotomum Hillebr.
- Asplenium spirale Holttum
- Asplenium splendens Kunze
- Asplenium squamosum L.
- Asplenium squamuliferum Alderw.
- Asplenium stantoni Copel.
- Asplenium staudtii Hieron.
- Asplenium steerei Harr.
- Asplenium stellatum Colla
- Asplenium stenochlaenoides  Alderw.
- Asplenium stenolobum C.Chr.
- Asplenium stereophyllum Kunze
- Asplenium stipicellatum Pic.Serm.
- Asplenium stipitiforme Gepp
- Asplenium × stiriacum D.E.Mey.
- Asplenium stoloniferum Bory
- Asplenium stolonipes Mickel & Beitel
- Asplenium stubelianum Hieron.
- Asplenium stuhlmannii Hieron.
- Asplenium subaequilaterale  (Baker) Hieron.
- Asplenium subaquatile Ces.
- Asplenium subemarginatum Rosenst.
- Asplenium subflexuosum Ros
- Asplenium subglandulosum (Hook. & Grev.) Salvo, C.Prada & T.E.Díaz
- Asplenium subintegrum C.Chr.
- Asplenium sublaserpitiifolium Ching
- Asplenium subspathulinum X.C.Zhang
- Asplenium × suevicum Bertsch ex D.E.Mey.
- Asplenium sulcatum Lam.
- Asplenium sumatranum Hook.
- Asplenium surrogatum P.S.Green
- Asplenium tabinense Hieron.
- Asplenium tadei Fraser-Jenk. & Schneller
- Asplenium tafanum C.Chr.
- Asplenium × tagananaense Rumsey
- Asplenium tamandarei Rosenst.
- Asplenium × tandinii Fraser-Jenk.
- Asplenium × tavelio Guétrot
- Asplenium tenerrimum Mett.
- Asplenium tenerum G.Forst.
- Asplenium tenuicaudatum Pic.Serm.
- Asplenium tenuiculum Rosenst.
- Asplenium tenuifolium D.Don
- Asplenium × tenuivarians Z.R.Wang ex Ebihara
- Asplenium teratophylloides  Alderw.
- Asplenium terorense G.Kunkel
- Asplenium theciferum (Kunth) Mett.
- Asplenium thunbergii Kunze
- Asplenium × ticinense D.E.Mey.
- Asplenium torrei Schelpe
- Asplenium tosaense Sa.Kurata
- Asplenium translucens (Holttum) Viane
- Asplenium trapeziforme Roxb.
- Asplenium trapezoideum Ching
- Asplenium tricholepis Rosenst.
- Asplenium trichomanes L. – zanokcica skalna
- Asplenium × trichomaniform e Woynar
- Asplenium trifoliatum Copel.
- Asplenium trigonopterum Kunze
- Asplenium trilobatum C.Chr.
- Asplenium trilobum Cav.
- Asplenium trindadense (Brade) Sylvestre
- Asplenium triphyllum C.Presl
- Asplenium tripteropus Nakai
- Asplenium trudellii Wherry
- Asplenium truncorum F.B.Matos, Labiak & Sylvestre
- Asplenium tryonii Correll
- Asplenium tsaratananense Tardieu
- Asplenium × tubalense Rosselló, Cubas & Rebassa
- Asplenium tuerckheimii Maxon
- Asplenium tunquiniense M.Kessler & A.R.Sm.
- Asplenium tutwilerae B.R.Keener & L.J.Davenp.
- Asplenium × tyrrhenicum Cubas, Pangua & Rosselló
- Asplenium udzungwense Beentje
- Asplenium uhligii Hieron.
- Asplenium × uiryeongse C.S.Lee & Kanghyup Lee
- Asplenium ulbrichtii Rosenst.
- Asplenium ultimum A.R.Sm.
- Asplenium underwoodii Maxon
- Asplenium uniseriale Raddi
- Asplenium unisorum (W.H.Wagner) Viane
- Asplenium × valgannense Attinger
- Asplenium vareschianum A.Rojas
- Asplenium variabile Hook.
- Asplenium veneticolor L.Regalado & C.Sánchez
- Asplenium venturae A.R.Sm.
- Asplenium venustum Underw. & Maxon
- Asplenium verecundum Chapm.
- Asplenium vespertinum Maxon
- Asplenium vieillardii Mett.
- Asplenium virchowii Kuhn
- Asplenium virens C.Presl
- Asplenium × virginicum Maxon
- Asplenium viride Huds. – zanokcica zielona
- Asplenium virillae Christ
- Asplenium vittaeforme Cav.
- Asplenium viviparioides Kuhn
- Asplenium volkensii Hieron.
- Asplenium vomeriforme Hook.
- Asplenium vulcanicum Blume
- Asplenium wachaviense Asch. & Graebn.
- Asplenium wacketii Rosenst.
- Asplenium × waikamoi W.H.Wagner & D.D.Palmer
- Asplenium × wangii C.M.Kuo
- Asplenium warburgianum Christ
- Asplenium warneckii Hieron.
- Asplenium werneri Rosenst.
- Asplenium × wherryi D.M.Sm.
- Asplenium wilfordii Mett.
- Asplenium × wojaense S.Jess.
- Asplenium × woynarianum Asch. & Graebn.
- Asplenium wrightii D.C.Eaton ex Hook.
- Asplenium × wudangshanense  Viane, Reichst., Rasbach & Y.X.Lin
- Asplenium xianqianense C.M.Zhang
- Asplenium xinyiense Ching & S.H.Wu
- Asplenium yelagagense Mickel & Beitel
- Asplenium yoshinagae Makino
- Asplenium zamiifolium Willd.
- Asplenium zenkerianum Kunze